# Brasilianische Literatur
Brasilianische Literatur ist die in portugiesischer Sprache verfasste Literatur aus Brasilien. Dabei ist zwischen der Literatur vor und nach der Unabhängigkeit 1822 zu unterscheiden. Die Literatur vor der Unabhängigkeit wurde zumeist von Portugiesen geprägt, die zwar oftmals in Brasilien geboren wurden, sich aber als Portugiesen betrachteten. Berühmtester Vertreter war der „Apostel Brasiliens“ António Vieira. Einflüsse der schriftlosen indigenen Völker sind von Anfang an spürbar, jedoch nur in indirekter Form: Ihre Gedichte und Erzählungen, Gesänge und Tänze beeinflussten Rhythmus und Satzmelodie der brasilianischen Sprache und Dichtung von Anfang an.
Nach der Unabhängigkeit des Landes 1822 entwickelte sich eine seit Mitte des 19. Jahrhunderts allerdings nur zögernd als eigenständig wahrgenommene brasilianische Literatur, die auch Bezug auf die afrikanischen und indigenen Minderheiten nahm und bis heute stark expandiert. In Europa ist die Aufmerksamkeit für sie allerdings geringer als für die Literatur der spanischsprachigen Länder Lateinamerikas. Dies ist zum großen Teil der weitgehend auf fünf Länder (neben Brasilien) beschränkten Verbreitung der portugiesischen Sprache geschuldet, von denen vier in Afrika liegen.

## Anfänge: Kolonialzeit ab 1500
Allgemeines siehe auch:

### Erste Reiseberichte

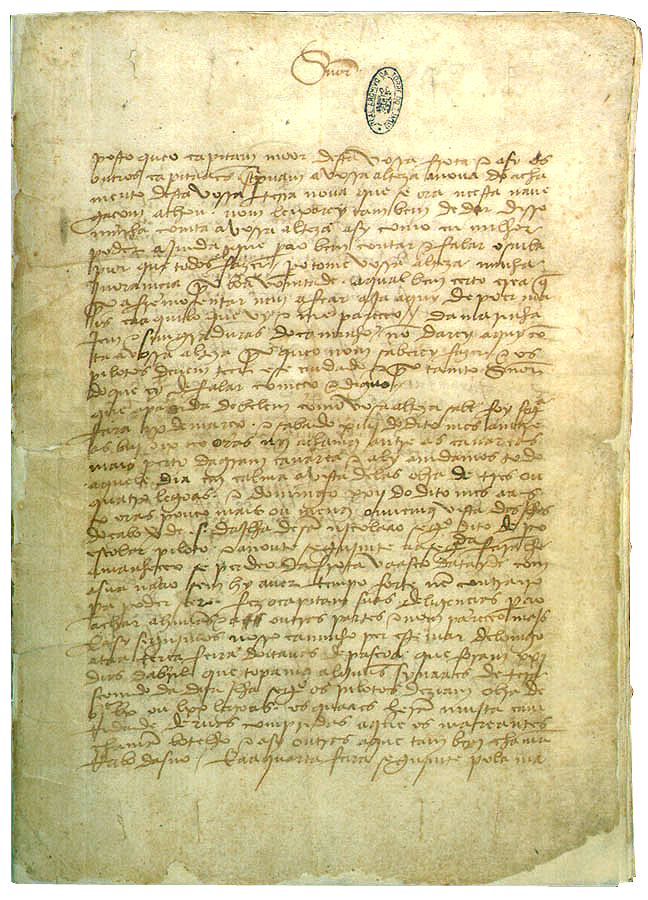
Brief des Pêro Vaz de Caminha

Für die Periode von 1500 bis 1700 sind vor allem Reiseberichte und insbesondere Missionsberichte aus portugiesischer Quelle überliefert. Pero Vaz de Caminha, der Steuermann des portugiesischen Seefahrers und Brasilien-Entdeckers Pedro Álvares Cabral, beschrieb als erster Europäer Brasilien überhaupt und die Landung der Flotte an der Küste von Salvador da Bahia in einem 27 Seiten langen Brief, dem Carta a el-rei D. Manuel sobre o achamento do Brasil, kurz als „Brief des Pero Vaz de Caminha“ bekannt, im Jahr 1500 an den portugiesischen König Manuel I.
Viele portugiesische Reisende wie Manuel da Nóbrega (1517–1570) oder Gabriel Soares de Sousa (1540–1591) in seinen Notícia do Brasil, erst 1851 vollständig als Tratado Descriptivo do Brasil em 1587 erschienen, beschrieben Brasilien aus ethnologischer, anthropologischer und biologischer Sicht. Ihre Werke geben Einblicke in die Flora, Fauna und der Erstkontakte mit der indianischen Urbevölkerung im Brasilien des 16. Jahrhunderts.
Die Beschreibungen des deutschen Militärs und Söldnerkommandanten Hans Staden sind die ersten eines Nicht-Portugiesen zu diesem Thema. Er beschrieb darin seine Erlebnisse im Dienst der portugiesischen Gouverneure in Brasilien, untermischt mit Erzählungen über die indigene Bevölkerung des Landes. Fernandes Brandâo schildert 1618 die landwirtschaftlichen Potenziale Brasiliens hingegen bereits aus der Sicht des sklavenhaltenden Kolonisten.

### Die Barockzeit
Der Jesuit José de Anchieta (1537–1597) schrieb volkstümliche Mysterienspiele für die Indianer, an denen sie selbst mitwirkten. Dem nach Brasilien ausgewanderten Portugiesen Bento Teixeira (1561?–Juli 1600) werden mehrere Werke zugeschrieben. Erwiesen ist seine Autorenschaft nur für das erste barocke Epos Brasiliens, die Prosopopeia (1601), in dem er die Taten des damaligen Gouverneurs von Pernambuco, Jorge de Albuquerque Coelho, und seines Bruders Duarte in Afrika und Brasilien beschrieb, möglicherweise in Erwartung finanzieller Zuwendungen. Er verfasste das Werk in einem portugiesischen Kloster, in das er sich wegen des Mordes an seiner Ehefrau geflüchtet hatte. Diese hatte ihn der Blasphemie und der Ausübung jüdischer Rituale bezichtigt. Zu dieser Zeit wurden auch die Cristãos-novos, die bekehrten Juden verfolgt. Er bekannte schließlich, Anhänger des jüdischen Glaubens gewesen zu sein, die verhängte Todesstrafe wurde aber abgewendet und er starb im Gefängnis. Die fünfteilige Form des Werks entspricht dem portugiesischen Nationalepos Os Lusíadas (1572) von Luís de Camões; es ist als Zehnsilbler verfasst und wird durch eine latinisierte Syntax verkompliziert. In dem Werk zeigt sich zuerst (in der Beschreibung Pernambucos) der brasilianische nativismo, der sich später vor allem in der arkadischen und romantischen Landschaftsbeschreibung findet.

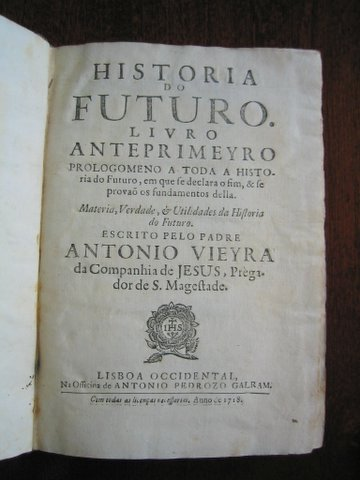
Antônio Vieiras Historia do Futuro („Geschichte der Zukunft“, 1649)

In den Kämpfen gegen Engländer und Holländer (letztere hatten sich 1630–1654 in Pernambuco festgesetzt und auch den Juden Religionsfreiheit gewährt) erwachte ein frühes Nationalgefühl der Brasilianer, das das Gefühl der völligen kulturellen Abhängigkeit vom Mutterland zurückdrängte. Es schlug sich nieder in der História da custódia do Brasil (1627) des Franziskaners Vicente do Salvador (1564–1636). Zu dieser Zeit war die Hauptstadt São Salvador da Bahia das kulturelle Zentrum des Landes. Bahianer waren auch der Lyriker Manuel Botelho de Oliveira (1636–1711), der mit Música do Parnaso (1705) das lyrische Hauptwerk des Barock verfasste, der Prosadichter Nuno Marques Pereira (1652–1728) sowie Gregório de Matos (1636–1696). Dieser gilt mit seinen Sonetten, in denen er schwarze Frauen und Mulattinnen verehrte und Adel und Klerus kritisierte, als erster der bedeutenden Lyriker Brasiliens und Vertreter des Gongorismus, eines extrem verschraubt-manierierten Stils. Er bekam wegen seiner scharfen Satiren den Beinamen Höllenmaul und musste wegen seiner kritischen Haltung zeitweise nach Angola ins Exil gehen.
Als Prediger, Gegner der Inquisition und Kritiker kolonialer Missstände trat der aus Portugal zugewanderte Padre Antônio Vieira hervor, der wegen Häresie angeklagt, aber rehabilitiert wurde. Der Vorläufer der Befreiungstheologie wurde offenbar auch vom jüdischen Messianismus beeinflusst. In seiner nur scheinbar paradox betitelten „Geschichte der Zukunft“ (denn diese war von Beginn der Zeit festgelegt) forderte er die Niederlassungsfreiheit für Juden, da ihre Konversion zum Christentum angesichts der bevorstehenden Apokalypse ohnehin erfolgen werde.

### Das späte 18. Jahrhundert:Arcadismo
Im 18. Jahrhundert verschärften sich die Gegensätze zwischen Brasilien und dem Mutterland. Die lokale Literaturproduktion wurde durch das seit Mitte des 18. Jahrhunderts bis 1808 herrschende Druckverbot stark behindert. Da in Brasilien auch Schriften von durch die Inquisition verfolgten Autoren gedruckt worden waren, gab es jahrzehntelang weder eine gedruckte Presse noch Buchverlage. Das Verbot wurde erst aufgehoben, als die königliche portugiesische Familie vor den napoleonischen Truppen nach Brasilien floh. Bis in die zweite Hälfte des 18. Jahrhunderts entstand daher keine eigenständige koloniale Literatur. Zunächst stand die koloniale Vergangenheit aus portugiesischer Sicht im Fokus, wobei die Bücher in Portugal gedruckt werden mussten.

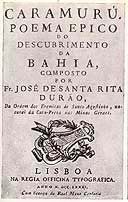
Caramuru Gedicht über die Entdeckung Bahias von Frei José de Santa Rita Durão, Titelseite der ersten Ausgabe 1781.

José Basílio da Gama stellt in seinem Blankvers-Epos O Uraguay (1769) den Kampf der Portugiesen gegen einen von den Jesuiten geschürten Indioaufstand in Uruguay dar. Diese Erzählung ist in lyrische Naturbeschreibungen eingebettet. Damit verweist der Arcadismo bereits auf die Romantik. Da Gama wurde nach seiner Übersiedlung nach Portugal der Sympathie für die Jesuiten bezichtigt, fand aber Schutz beim Marqués de Pombal. Der Mönch José de Santa Rita Durâo (ca. 1722–1784) schildert in seinem Heldenepos Caramurú (1781) die Entdeckung Bahias um 1510, das Leben eines schiffbrüchigen Portugiesen unter den Indios und die Gründung Rio de Janeiros im Versmaß der Luisaden. Zeitweise musste er nach Italien, Frankreich und Spanien fliehen; er starb in Lissabon.
Im späten 18. Jahrhundert verschob sich der kulturelle Fokus in die Goldminengegend des reichen Minas Gerais. Dort hatte sich im wirtschaftlichen Zentrum der Region Vila Rica, dem heutigen Ouro Preto, eine separatistisch-republikanische Bewegung gebildet, die sich zunehmend von den Vorbildern des Mutterlandes emanzipierte. Die von der Aufklärung beeinflussten Dichter, die ihr angehörten, agierten verstärkt politisch. Der Beginn dieser Bewegung wird auf das Herausgabedatum 1768 der anakreontischen Dichtung Obras poéticas von Cláudio Manuel da Costa (1729–1789) angesetzt, der in Vila Rica eine Akademie gründete und auch Adam Smiths Hauptwerk The Wealth of Nations ins Portugiesische übersetzte. 1770 wurde in Vila Rica ein Opernhaus gegründet, das später einer reichen Theaterkultur als Spielstätte diente. Der kulturelle Einfluss Portugals ging in der Folge zurück, der Einfluss Frankreichs – vor allem des Neoklassizismus und der Bukolik des französischen Rokoko, hier Arcadismo genannt – nahm zu. Aber auch der brasilianische Nationalismus wurde durch diese Bewegung gestärkt, der das Beispiel der amerikanischen Unabhängigkeit 1776 vor Augen stand.

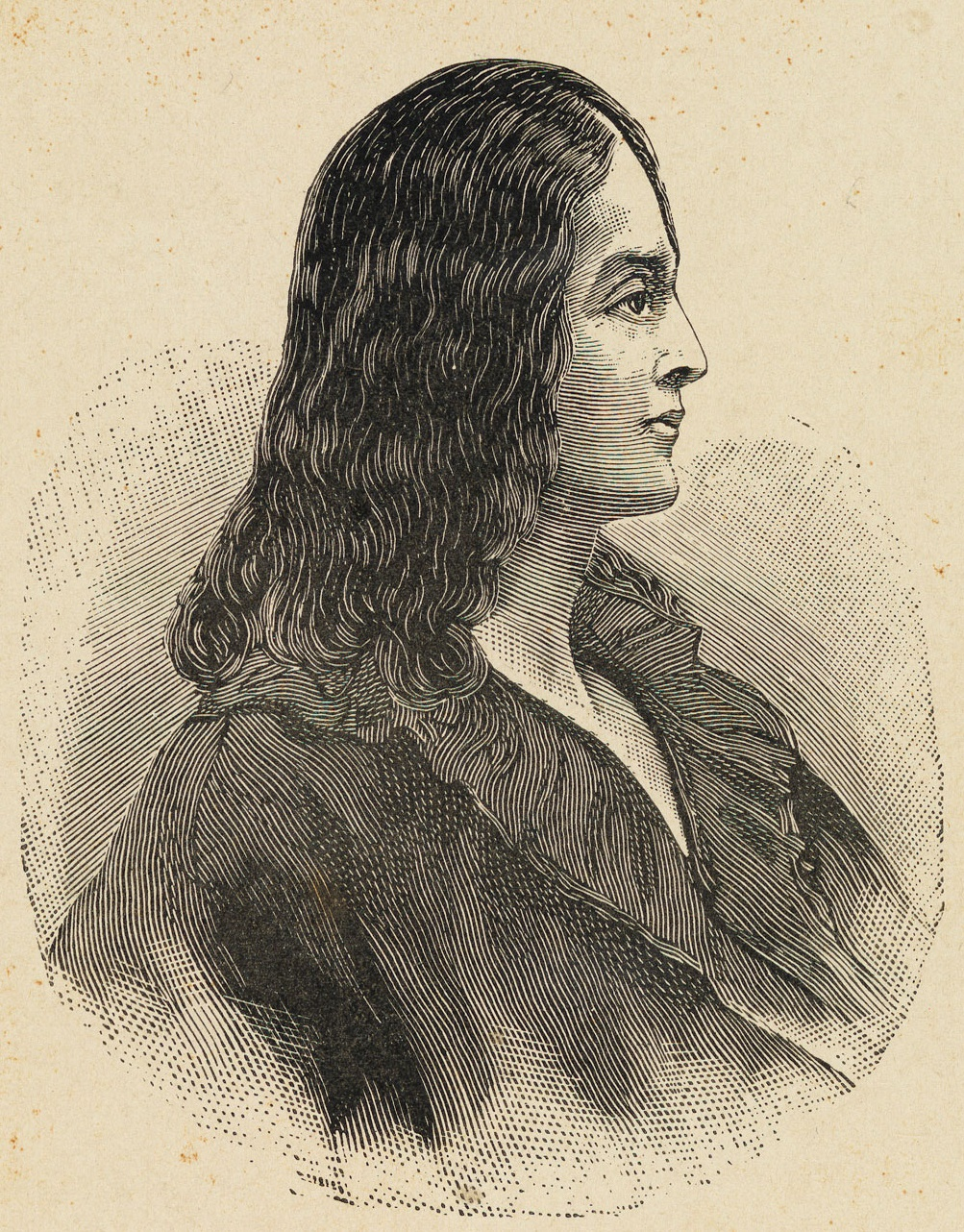
Tomás Antônio Gonzaga, Vertreter des Arcadismo und Anführer der Inconfidência Mineira

Einer der Autoren dieser Dichterschule des Arcadismo (auch Escola Mineira genannt), Tomás Antônio Gonzaga (1744–1810), stand mit an der Spitze der von der Regierung 1792 niedergeschlagenen Freiheitsbewegung Inconfidência Mineira, zu deren geistigen Urhebern auch der 1789 unter unklaren Umständen verstorbene da Costa sowie der Dichter Inácio José de Alvarenga Peixoto (1742–1792) gehörten.
Gonzaga wurde als bedeutendster Lyriker der Zeit durch sein Werk Marília de Dirceu bekannt und gilt als Autor des anonym veröffentlichten satirischen Werkes Cartas Chilenas (Chilenische Briefe), das ein Porträt der kolonialen Gesellschaft zeichnet. Er starb an seinem Verbannungsort in Mosambik, Peixoto in der Verbannung in Angola.
Seit den 1770er Jahren entstanden weitere Akademien, Seminare und teils kurzlebige literarische Gesellschaften wie die Sociedade Literária do Rio de Janeiro, die zunächst Abbilder der entsprechenden Einrichtungen im Mutterland – wenn auch mit gewissem Modernitätsrückstand – waren, jedoch zu Sammelbecken der kritischen und freimaurerischen kreolischen Intellektuellen wurden. Die dort gehegten Gedanken der Aufklärung beeinflussten den Sklavenaufstand von Bahia 1798. Vor allem bereiteten sie aber die Revolte von Pernambuco 1817 vor, welche sich gegen die Anwesenheit des Königs João VI richtete. Dieser regierte von Rio der Janeiro aus das Vereinigte Königreich von Portugal und Brasilien, vernachlässigte aber den nach Missernten unter Hunger leidenden Nordosten des Landes und enttäuschte die Hoffnungen von São Salvador da Bahia, wieder zur Hauptstadt zu werden.

## Von der Unabhängigkeit bis 1900
Brasilien wurde 1822 von Portugal unabhängig und erlebte seitdem als eigenständige Nation eine reiche literarische Blüte. Gerade das 19. Jahrhundert brachte sehr berühmte brasilianische Autoren wie José de Alencar (1829–1877), Casimiro de Abreu (1839–1860) oder Joaquim Maria Machado de Assis (1839–1908), den wohl bedeutendsten Schriftsteller Brasiliens im 19. Jahrhundert, hervor.
Geprägt war das 19. Jahrhundert seit 1830/40 durch mehrere Unterepochen der Romantik (Romantismo), ab der zweiten Jahrhunderthälfte durch Naturalismus (Naturalismo) – vertreten etwa durch Aluísio Azevedo –, Realismus (Realismo) – begründet durch Machado de Assis – und Symbolismus (Simbolismo). Brasilien durchläuft diese Epochen sozusagen im Zeitraffer durch Übernahme europäischer Modelle, passt sie jedoch den eigenen Erfordernissen an.

### Die Literatur während des Kaiserreiches: Romantik undIndianismo
Während sich die europäischen Romantiker thematisch oft dem Mittelalter zuwandten, thematisierten brasilianische Schriftsteller die eigene Geschichte, wobei die Situation der einheimischen „noblen Wilden“ stark idealisiert wurde (Indianismo). Die innere Widersprüchlichkeit der Gesellschaft äußerte sich in einem breiten Spektrum politischer Stellungnahmen, das von der Verteidigung der Feudalordnung bis zur Verkündung revolutionärer Ideale reicht. Die Romantik, die dem Neoklassizismus ein Ende bereitete, setzt in Brasilien zur Zeit des Kaiserreichs um 1830/40 ein. Als ihr Begründer gilt der Arzt, Politiker, Psychologe und Lyriker Domingos José Gonçalves de Magalhães, Graf von Araguaia (1811–1882) mit seinem Gedichtband Suspiros Poéticos e Saudades (1836). Er verfasste mindestens ein Manifest zum ersten großen Projekt einer Literaturgeschichte Brasiliens (Discurso sobre a história da literatura no Brasil, 1836) und rief – von seinem Europaaufenthalt beeinflusst und dem Beispiel der Brüder Schlegel folgend – verschiedene Zeitschriften ins Leben. Seine streng metrischen und gereimten Gedichte sind geprägt von Nationalismus, Indianismo und religiösen sowie bukolischen Motiven. Mit Antônio Gonçalves Dias (1823–1864) erreicht die romantische Lyrik einen ersten Höhepunkt. Der historisch-patriotischen Lyriksammlung Primeiros cantos (1846) folgten noch zwei Bände. Dias war Sohn eines portugiesischen Vaters und einer Mutter, die indianische und schwarze Vorfahren hatte. Er litt unter seiner Ausgrenzungserfahrung und gilt ebenfalls als früher Vertreter des Indianismo, der auch die Urbevölkerung, ihre Sprachen und Ursprungsmythen erforschte und zur Mythologisierung der trockenen Öde des brasilianischen Nordostens, des Sertão beitrug.

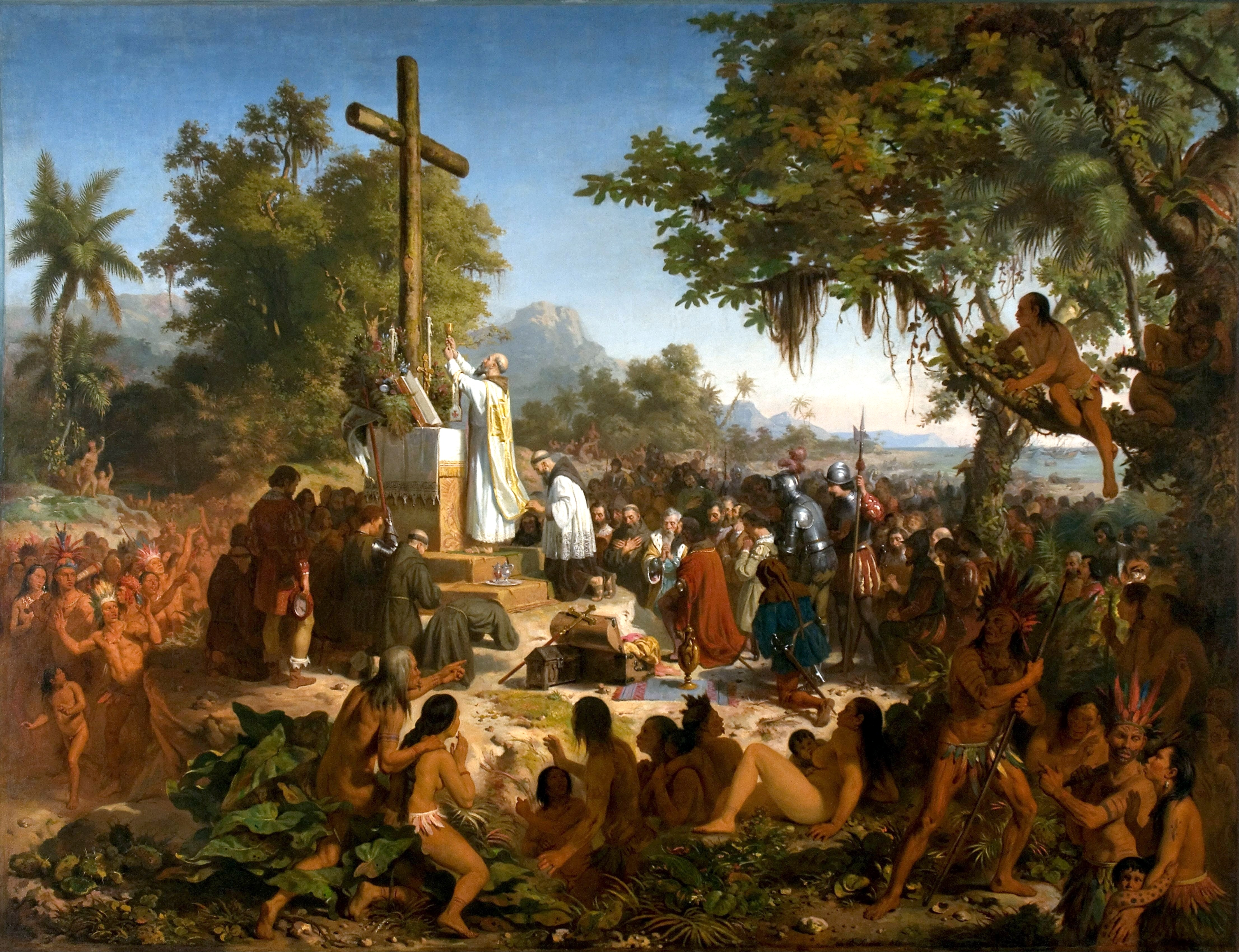
Die Themen der romantischen Literatur fanden auch Eingang in die Malerei:
Die erste Messe in Brasilien, historisierendes Gemälde von Victor Meirelles, 1860

Die vom Werk Byrons beeinflusste Spätromantik konzentrierte sich in São Paulo und pflegte ihren Weltschmerz vor allem an der juristischen Fakultät. Als Hauptwerk des früh verstorbenen Casimiro de Abreu (1839–1860) gilt die 1859 erschienene Lyriksammlung As primaveras (Frühling). In Reaktion auf den romantischen Subjektivismus entstand die sozial engagierte Escola Condoreira (Condoreirismo). Dazu zählte der Lyriker Antônio de Castro Alves (1847–1871), der sich in Os escravos (postum) ebenso wie der dem Rationalismus und Positivismus verpflichtete Philosoph und Publizist Tobias Barreto (1839–1889) aus Recife für die Sklavenbefreiung engagierte.
Von José de Alencar, einem Vertreter des von Frankreich beeinflussten romantischen, jedoch nicht idealisierenden Romans, erschien im Jahr 1857 sein bedeutendstes Werk, O Guaraní, der erste Teil einer Romantrilogie über die indigene Bevölkerung Brasiliens, dem 1865 Iracema (ein Anagramm aus „America“), ein für das brasilianische Volk identitätsstiftendes Buch, und 1874 Ubirajara folgten. Diese Werke beeindrucken weniger durch das Schicksal ihrer indigenen, stark idealisierten Heroen und Heroinen, sondern durch Wortwahl, Bildreichtum und vor allem den musikalischen Rhythmus ihrer Sprache. Der Indianismo blieb jedoch künstlerischer Ausdruck einer feudalen Oberschicht; er ignorierte das Problem der Sklaverei wie auch das Leben in den Städten. Antônio de Almeida (1830–1861) schilderte in seinem zuerst anonym als Fortsetzungsgeschichte veröffentlichten Roman Memórias de um sargento de milícia (1854/55) erstmals das Leben der kleinen Leute in Rio de Janeiro aus Sicht eines Polizisten und näherte sich damit dem Realismus und Naturalismus.
1872 waren noch 84 Prozent der Bevölkerung Analphabeten. Dementsprechend gering war der Stellenwert der Literatur. Auch das Zeitungswesen entwickelte sich nur langsam. Der Wiener Romanist und Bibliothekar Ferdinand Wolf (1796–1866) war der erste Vertreter seines Faches, der erkannte, dass in Brasilien eine eigenständige literarische Entwicklung entstand. Diese Auffassung legte er in einem auf Französisch geschriebenen Werk dar, das der dem Kaiser von Brasilien widmete (Le Brésil littéraire, 1863).

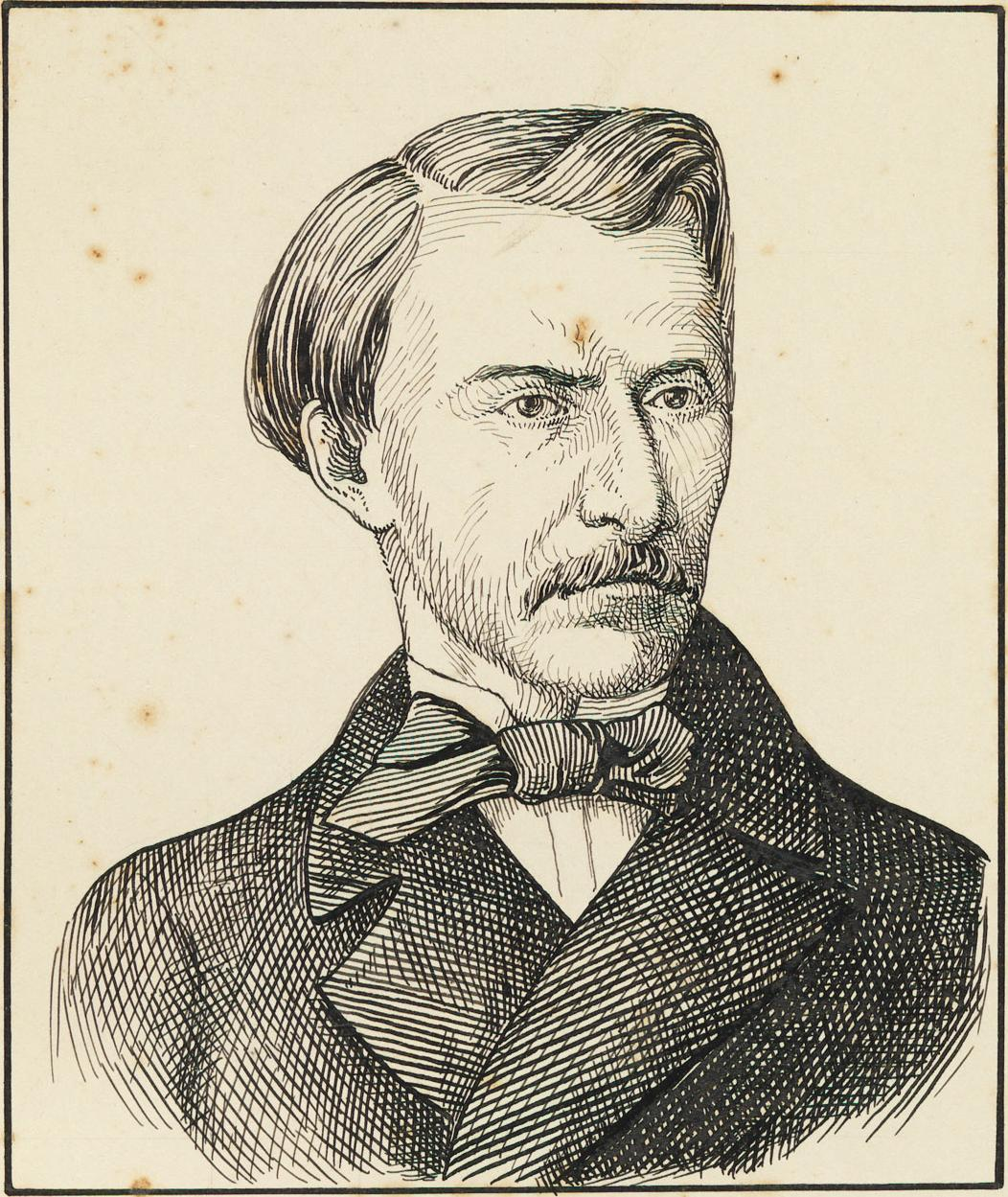
Gonçalves de Magalhães, Visconde de Araguaia
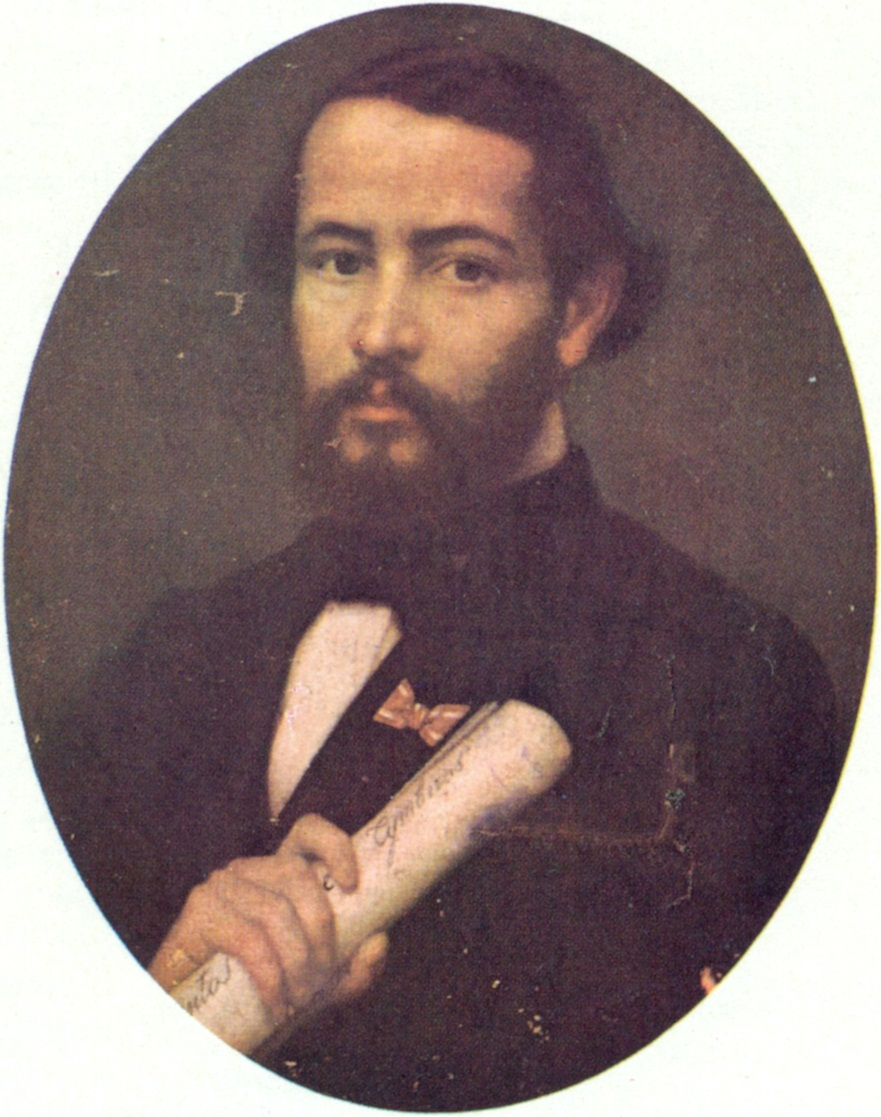
Antônio Gonçalves Dias, um 1860
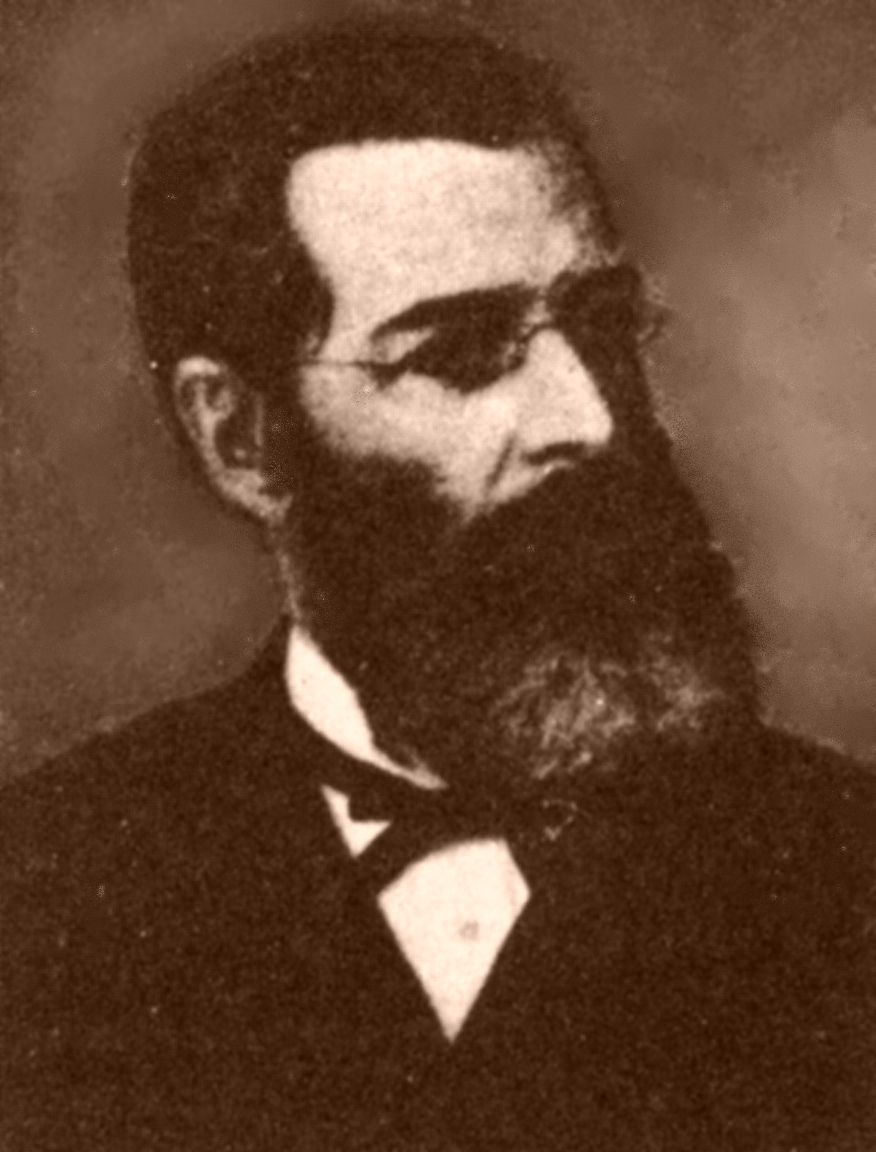
José de Alencar
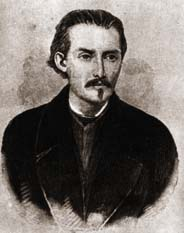
Casimiro de Abreu
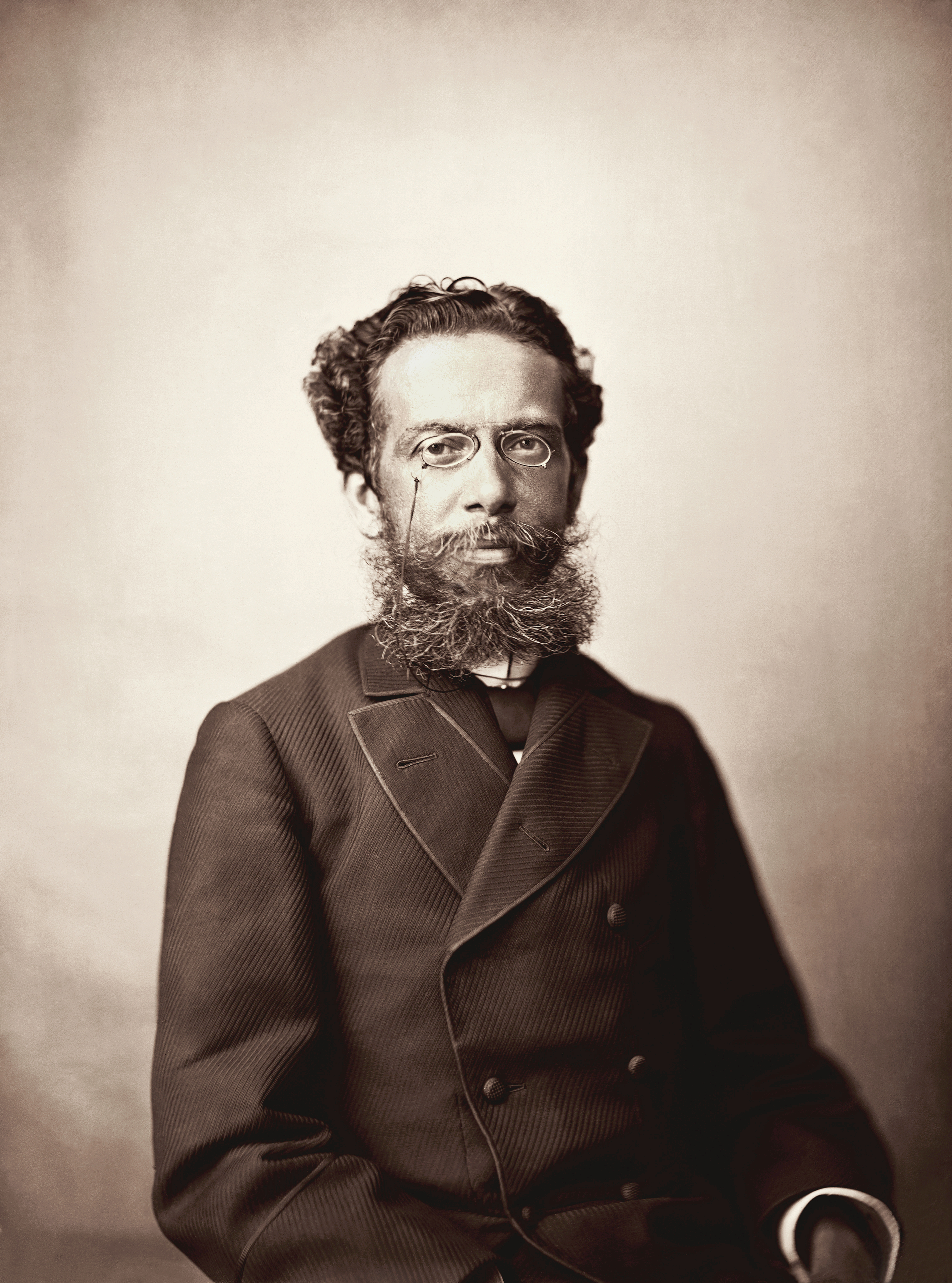
Machado de Assis, 1890
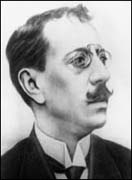
Olavo Bilac

### Naturalismus
Mit wachsender Eigenständigkeit der brasilianischen Literatur wendeten sich Dichter und Schriftsteller immer stärker von der feudalen portugiesischen Vergangenheit ab und der brasilianischen Gesellschaft zu, wobei europäische Vorbilder wie Emile Zola und José Maria Eça de Queiroz eine wichtige Rolle spielten. In der Escola de Recife versammelten sich die progressiven Intellektuellen und Künstler. An Europa orientierten sich unter anderem Artur Azevedo, der mehr als ein Dutzend Theaterstücke verfasste, und Júlio Ribeiro, Verfasser des antiklerikalen Romans A carne (1888), in dem er auf den Darwinismus Bezug nimmt. Der Jurist Herculano Marcos Inglês de Sousa (1853–1918) veröffentlichte 1877 den ersten naturalistischen Roman Brasiliens (O Coronel Sangrado). In O Missionário (1891), einem von Emile Zola beeinflussten Werk, schildert er minutiös das Leben in einer amazonischen Kleinstadt. Ebenfalls vom Naturalismus Zolas geprägt waren die Dichterin, Roman- und Theaterautorin Júlia Lopes de Almeida (1862–1934) und João Cardoso de Meneses, der den Roman O Primo Basilio des Portugiesen Eça de Queiroz in Brasilien auf die Bühne brachte und damit einen Skandal auslöste. Raul Pompeia, der in seinem Roman O Ateneu (postum 1888) erstmals Probleme von Heranwachsenden behandelte, zeigte sich von Gustave Flaubert beeinflusst.
Nach Ende des Kaiserreichs 1889 verstärkte sich der europäische Einfluss noch. Auch das Interesse an der Lage der schwarzen Sklaven auf den Plantagen wuchs in dieser Zeit; denn Brasilien hatte als letztes Land der westlichen Welt die Sklaverei endgültig erst 1888 abgeschafft. Vielleicht wegen dieser Verzögerung erwies sich der Einfluss der afrikanischen Kultur vor allem im Nordosten des Landes als dauerhaft. Der Journalist, Schriftsteller, Diplomat und Maler Aluísio Azevedo, Bruder von Arturo Azevedo, wurde nach romantischen Anfängen mit dem Roman O mulato (1881) ein Vertreter des Naturalismus, der mit den romantischen Traditionen bricht. Der Roman prangert die rassistische Diskriminierung und den heuchlerischen Klerus im Nordosten des Landes an. Auch der Journalist und Offizier Adolfo Ferreira Caminha (1867–1897) war ein Vertreter des Naturalismus. Sein Roman Bom-Crioulo (1895) befasste sich in Brasilien erstmals mit dem Thema der Homosexualität. Das Buch erregte einen Skandal, geriet dann aber für mehr als 50 Jahre in Vergessenheit. Caminhas Grundthese war, dass es in Brasilien keinen anderen Platz für Schwarze und Homosexuelle gebe als im Ghetto oder im Grab.

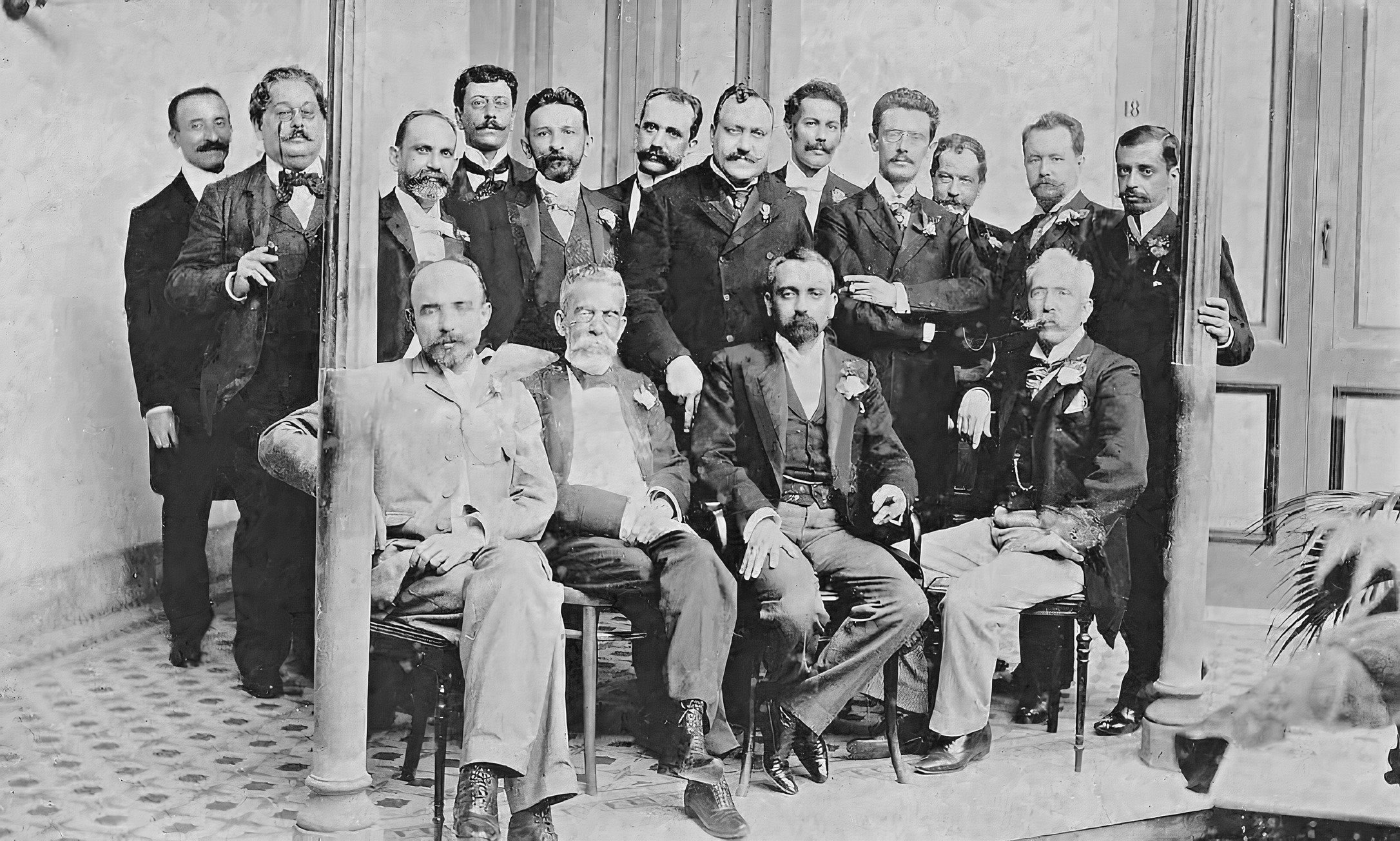
Gruppenbild späterer Gründungsmitglieder der Academia Brasileira de Letras, Fotografie von 1890.
Stehend: Rodolfo Amoedo, Artur Azevedo, Inglês de Sousa, Olavo Bilac, José Veríssimo, Sousa Bandeira, Filinto de Almeida, Guimarães Passos, Valentim Magalhães, Rodolfo Bernardelli, Rodrigo Octavio, Heitor Peixoto.
Sitzend: João Ribeiro, Machado de Assis, Lúcio de Mendonça, José Júlio da Silva Ramos.

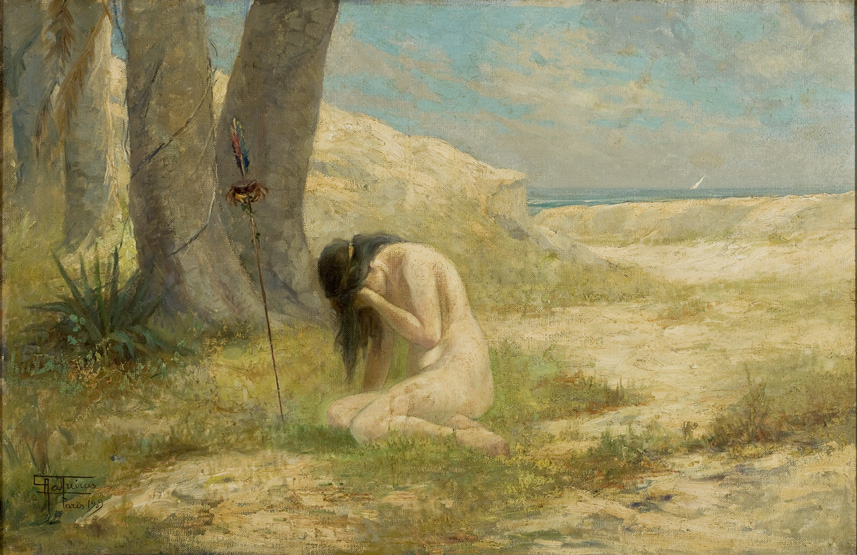
Iracema, Gemälde von Antônio Parreiras, 1909

Joaquím Machado de Assis, dem mit mehreren Bänden Erzählungen seit den 1870er/1880er Jahren der Sprung in die anspruchsvolle Buchproduktion gelang, sprengte das dogmatische Korsett das Naturalismus. Er erprobte sich in verschiedensten Genres und Stilen der Erzählung von der Anekdote bis zum Märchen. Sein Tonfall des giocoserio ist zwischen lustig-übermütig und melancholisch angesiedelt. Seine späten Werke lassen sich keinem Genre eindeutig zuordnen, vor allem nicht sein metafiktionaler witzig-tragischer Lebensrückblick aus dem Jenseits Memórias Póstumas de Brás Cubas (1880; dt. Die nachträglichen Memoiren des Bras Cubas erst 2004), der an die Memoiren des Tristram Shandy erinnert. Darin reflektiert Machado des Assis beim Schreiben seine eigenen Mittel und Methoden in höchst ironischer Weise. Er wurde damit nicht nur zum Initiator und wichtigsten Erzähler und Romancier des brasilianischen Realismus, sondern auch zu einem Vorboten des Magischen Realismus. Carlos Fuentes nannte ihn den „brasilianisches Cervantes“. Machado de Assis war 1896 Mitbegründer und erster Präsident der Academia Brasileira de Letras.

### Parnassianismo brasileiro
In der Lyrik schloss an eine kurze Epoche des von Frankreich beeinflussten Simbolismo (Vertreter u. a. João da Cruz e Sousa) im späten 19. Jahrhundert dessen spezielle brasilianische Ausprägung des Parnasianismo brasileiro (Parnassianismus) an. Zu dieser Bewegung, die 1878 der Romantik im Streben nach formaler Perfektion den Krieg erklärte und zur „Schlacht um den Parnass“ aufrief, gehörten Teófilo Dias, Alberto de Oliveira, Raimundo Correia und Olavo Bilac, ein Vorläufer der Moderne, der durch seine Sonette (z. B. Vanitas) bekannt wurde. Das Werk der Vertreter des Parnassianismo war durch ästhetische Perfektion, Unpersönlichkeit und Orientierung an antiken Vorbildern (Bevorzugung des Sonetts, rigorose Metrik), aber auch durch Pessimismus und Desillusionierung geprägt.
Mit dem Ausruf der Republik 1889 setzte ein ökonomischer, urbanistischer und kultureller Aufschwung ein, der sich auf den Erlösen aus dem Kaffeeanbau und auf dem 1879 einsetzenden Kautschukboom gründete. Gegen Ende des Jahrhunderts transformierte sich die Literatenszene in Rio de Janeiro: Während einige Dichter in der Bohème verharrten oder nach dem monarchistischen Aufstand von 1893 bis 1895 emigrierten, stiegen andere in gut bezahlte staatliche Positionen auf.

## Das 20. Jahrhundert
Im Allgemeinen folgten die brasilianischen Autoren des 20. Jahrhunderts den Tendenzen der lateinamerikanischen Literatur. Dazu gehörte gleich zu Beginn des Jahrhunderts die sozialkritische Aufarbeitung der eigenen Geschichte und Staatswerdung und die Entdeckung des verarmten Nordosten des Landes für die Literatur. Diese Epoche bis 1922 wird in Brasilien als die Zeit des pré-modernismo bezeichnet. Euclides da Cunha wurde durch sein 1902 erschienenes Buch Os Sertões bekannt, das auf dokumentarischer Basis die Zerstörung der Siedlung Canudos im Sertão durch das brasilianische Militär behandelte.

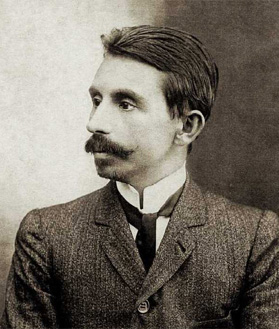
Euclides da Cunha, um 1900
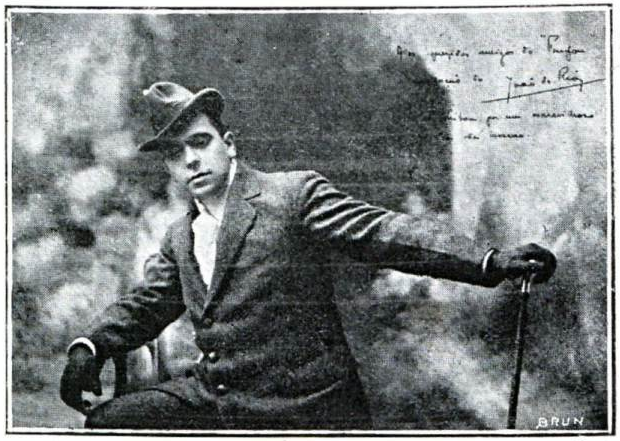
João do Rio, 1909
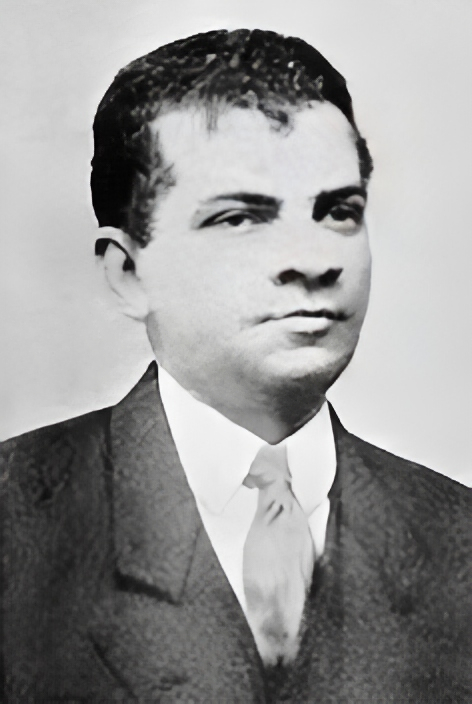
Lima Barreto, 1917

### Belle Époque brasileira und die Cronistas brasileiros
Die mit Gründung der Republik einsetzende Belle Époque brasileira erwies sich zunächst als stärker als der (Prä-)Modernismo. Es handelte sich um das (zeitlich verzögerte) Gegenstück zur europäischen Belle Époque: eine Periode schnell wachsenden Reichtums und aufsteigender Oligarchen, gekennzeichnet durch Importe europäischer (vor allem französischer und italienischer) Kultur, die Vorliebe für Dekadenz und urbane Prachtentfaltung bis in die Amazonasregion hinein, wo in Manaus das Teatro Amazonas errichtet wurde. Begleiterscheinungen des auf Kaffee und Kautschuk basierenden Reichtums waren die große Begeisterung für neue Technologien und die Abkehr von portugiesisch-vorrepublikanischen Traditionen. Wegen der brasilianischen Präferenz für die französische Kultur wird diese Phase nur in Portugal, nicht aber in Brasilien bela época brasileira genannt.
Carmen Dolores (1852–1910) waren eine bekannte Dichterin und Theaterautorin der Belle Époque. In den Arbeiten von Benjamim Costallat (1897–1961), in denen sich der Einfluss Baudelaires niederschlägt, findet das explosive Wachstum der brasilianischen Städte zu Beginn des 20. Jahrhunderts mit all ihren Schattenseiten seinen Ausdruck. Costallat griff Sensationsthemen wie Sex und Verbrechen (Mistérios do Rio, 1920) auf und verlegte in dem eigens dafür gegründeten Verlag Costallat & Miccolis sensationsheischende Arbeiten anderer Cronistas. Sein Roman Mademoiselle Cinema wurde von der Zensur als Pornographie klassifiziert und aus den Bibliotheken entfernt.
Charakteristisch wie in anderen lateinamerikanischen Ländern war die Formenvielfalt, derer sich brasilianische Autoren bedienten, die als Journalisten arbeiten mussten, weil sie nicht von der Schriftstellerei leben konnten, doch lassen sich viele ihrer Arbeiten als „impressionistisch“ charakterisieren. So entstand seit Ende des 19. Jahrhunderts ein besonderes, bis in die neueste Zeit gepflegtes Genre des narrativen Journalismus: die Crônica, die zwischen Feuilleton und Kurzgeschichte einzuordnen ist. Der Erzählstil ist journalistisch, spielerisch, manchmal humoristisch oder sentimental; die Sprache ist einfach; oft sind die Texte illustriert. Für dieses Genre steht beispielhaft das Werk von Afonso Henriques de Lima Barreto, das Essays, feuilletonistische Beiträge, kurze Romane und teils bittere Satiren (Triste Fim de Policarpo Quaresma 1911) umfasst. João do Rio ist ein typischer Chronist der Belle Époque brasileira, der auch Theaterstücke verfasste. Mit dem nur aus einem Buch bestehenden Werk von Augusto dos Anjos geht diese Phase in den pre-modernismo über.
Das Genre der Crônica hielt sich bis in die 1980er Jahre, so etwa in den Arbeiten von Millôr Fernandes (1923–2012), Lêdo Ivo, einem vor allem als Lyriker bekannten Vertreter der geração de 45, und Rubem Braga, der in den 1950er Jahren mehrere Male inhaftiert wurde.

### Modernismo brasileiro

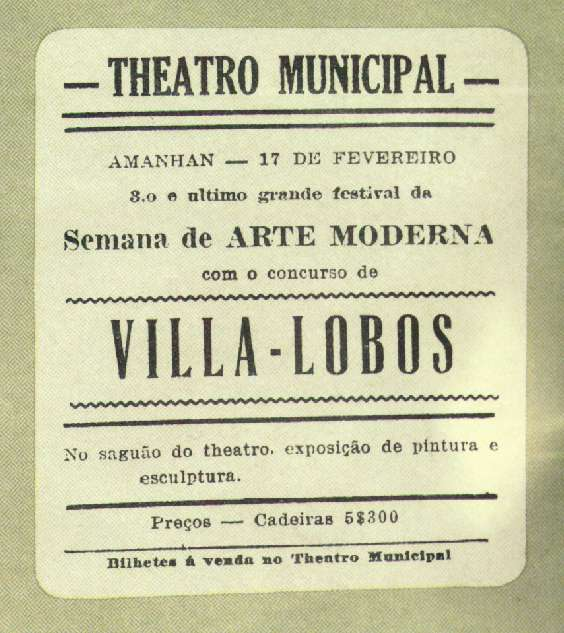
Die Geburtsstunde des Modernismo: Plakat der Semana de Arte Moderna in São Paulo 1922 mit der Ankündigung eines Konzerts mit Werken von Heitor Villa-Lobos

Die erste avantgardistische Generation des Modernismo brasileiro, die „Generation 22“, benannt nach dem starken Eindruck, den das Kunst-, Literatur- und Musikfestival Semana de Arte Moderna in der der Pariser Oper nachempfundenen neobarocken Oper von São Paulo (Februar 1922) hinterließ, brach mit den verstaubten, an Frankreich orientierten kulturellen Traditionen der Belle Époque. Sie wurde vor allem vertreten durch Oswald de Andrade, der dem Futurismus nahestehende Gegenaktionen gegen die vermeintlich zerstörerische, elitäre europäische Kultur entwickelte und die Sprache aus den Fesseln der Syntax zu befreien suchte. Sein in der Struktur experimenteller, im Detail oft realistischer Erzählstil (vor allem in Miramar, 1924) nimmt Anleihen bei den Satiren Machados und da Cunhas sowie bei Marinetti. Anstelle des Kulturimports aus Europa forderte Oswald einen Export der „primitiven“ brasilianischen Alltagskultur: „Was ist Wagner gegen den Karneval in Rio?“
Als Manifeste veröffentlichte Oswald de Andrade 1924 das Manifesto da Poesia Pau-Brasil (pau ist der Brasilholzbaum) und 1928 das surrealistische Manifesto antropófago der sogenannten Menschenfresserbewegung, das einem Primitivismus huldigte und sowohl Auswirkungen auf die bildende Kunst hatte als auch von dieser beeinflusst wurde. Kritiker beschuldigten ihn der Imitation des Dadaismus und des deutschen Expressionismus; doch die Ablehnung der europäischen Vorbilder speiste sich auch aus der Begeisterung für die Indios. Die Bewegung brach die Grenzen zwischen der europäisch geprägten und der indigenen Tradition auf und bildete die Grundlage für folgende transkulturelle Bewegungen. Die Frau Oswalds, Tarsila do Amaral eine bedeutende Malerin, verlieh der Anthropophagenbewegung ihren Namen durch den Titel eines ihrer Bilder. Der intensive Austausch zwischen Literatur und Malerei war in Brasilien ausgeprägt und entwickelte mit der Hinwendung zum Indigenen experimentierfreudige Projekte und komplexe Resultate in beiden Kunstrichtungen. Ihr Anspruch wird als universalistisch und kosmopolitisch beschrieben. Sie wollten die Indigenen mit der modernen Stadt, ihrem Leben und ihren Möglichkeiten vertraut machen und propagierten Berührung, Kennenlernen, Achtung und Vermischung. So glaubten die Avantgardisten, den Indigenen entwurzeln zu können und vertrauten seiner Assimilationsfähigkeit. Darin spiegeln sich auch die Ideen der „kosmischen Rasse“ des Mexikaners José Vasconcelos.
Das in formaler Hinsicht modernistische Hauptwerk von Mário de Andrade, sein bedeutender Roman Macunaíma – Der Held ohne jeden Charakter von 1928, ist geprägt durch die Lebenswelt und Mythologie der indigenen Bewohner des Nordostens Brasiliens. Neben den Eigentümlichkeiten der lokalen Sprache nimmt Andrade zahlreiche Gebräuche und Elemente des Volksglaubens der Indigenen auf, was bereits auf den Magischen Realismus verweist. Sein Ziel ist es, ein Bild des ungefestigten, stets jugendlichen und biegsamen brasilianischen Charakters zu entwerfen, der freilich ethische Defizite aufweist.
Zur Avantgarde zählte auch Manuel Bandeira. Dieser – obgleich subtiler Lyriker und Prosaist – verlieh dem Modernismo sozialkritische und dramatische Akzente und war bis in die 1950er Jahre produktiv. Durch seine Übersetzungen wurde die deutsche Lyrik in Brasilien bekannt. Allerdings zersplitterte sich die modernistische Bewegung in dieser ökonomisch kritischen, von Revolten gegen die Oligarchie geprägten Phase, die mit dem Militärputsch 1930 endete, bald in kleine Grüppchen.
Henrique Maximiano Coelho Neto, Sohn einer indigenen Mutter, verharrte mit seinem traditionellen Erzählstil und mit der Wahl „folkloristischer“ Themen aus der Amazonasregion (Rei negro, 1914) in Opposition zum Modernismo.
Der rechtsintellektuelle Plínio Salgado trat ebenfalls mit dem Anspruch auf, Brasiliens nationale Identität durch Hinwendung zum Indigenen, zu ethnischen Wurzeln und zur Erde zu stärken. Er erlernte Tupi und versuchte die brasilianische Literatur in politisch-zivilisatorischer Hinsicht zu „indianisieren“, d. h. ihr auf Basis der Tupi-Mythologie eine neue Identität zu verleihen. Seine 1926 gegründete „Grün-gelbe Bewegung“ stellte ein genuin lateinamerikanisches Tier und einen lateinamerikanischen Menschen in den Mittelpunkt: Tapir und Tupi. (Tiere und Pflanzen dienten der brasilianischen Avantgarde oft als Metaphern für Ursprünge und Wurzeln.) Als Ergebnis erhoffte er sich einen inklusiven „soften“ Nationalismus, als dessen Wiege und Zentrum er die Provinz erachtete, während ihm die Stadt als Ort der Zersetzung erschien. Im Gegensatz dazu hielten die Andrades die Stadt für den Ort kreativen und experimentierfreudigen Schaffens.
In den 1930er Jahren sammelte Salgado die brasilianischen Anhänger des Faschismus um sich (integralismo).
In Brasilien zeigte sich damit ebenso wie in den hispanoamerikanischen Ländern, dass die Hinwendung zum Indigenen grundsätzlich in zwei Richtungen führen konnte: entweder zu einem fortschrittsgläubigen kosmopolitisch-universalistischen Konzept, welches auf die Assimilationskraft der Menschen und die Integrationskraft der Metropolen setzte (einem Wort Oswald de Andrades zufolge „frisst sie das Fremde“ wie die Anthropophagen), oder zu einem mystisch-nationalistischen Exotismus, der häufig genug faschistische Bewegungen ideologisch legitimierte. Allerdings gab es fließende Übergänge zwischen den beiden Strömungen wie auch im italienischen Futurismus.

### Regionalismo und Neorealismo: Die Generation der 1930er Jahre
Obwohl man von der Zeit nach 1930 als einer zweiten Phase des Modernismo spricht, erscheint doch der Begriff des Regionalismo brasileiro passender. Als initiales Werk dieser Strömung, die als brasilianische Variante des Neorealismus betrachtet werden kann, gilt der Roman A Bagaceira von José Américo de Almeida. Die Vertreter dieser Strömung wie José Lins do Rego, Graciliano Ramos (Vidas Secas 1938, verfilmt 1963, dt. Ausgabe „Karges Leben“ 2013) und der frühe Jorge Amado, der mit 19 Jahren sein erstes Buch veröffentlichte, thematisierten – angeregt durch Arbeiten des Soziologen und Anthropologen Gilberto Freyre – das anhaltende Elend der Arbeiter und Landlosen im durch die Weltwirtschaftskrise weiter verarmten Sertão, dem Nordosten Brasiliens. In den 1930er Jahren schlossen sich viele Autoren der Kommunistischen Partei an, darunter Ramos, Jorge Amado und Rachel de Queiroz. In psychologischer Hinsicht sind die Akteure ihrer Arbeiten weitaus schlichter gezeichnet als die komplexen Subjekte des Modernismo.

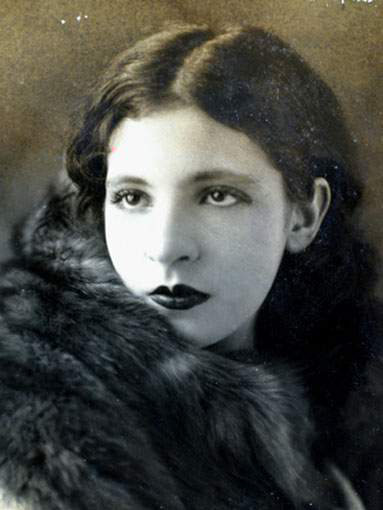
Pagu in den späten 1920er Jahren. 1931 wurde sie zur ersten weiblichen politischen Gefangenen Brasiliens

Unter der Diktatur des antikommunistischen und antisemitischen Populisten Getúlio Dornelles Vargas, dem sog. Estado Novo, verließen in den 1930er Jahren viele Autoren wie Freyre das Land, während Brasilien sich gleichzeitig als relativ großzügiges Exilland für deutsche und österreichische Emigranten zeigte (z. B. für Stefan Zweig, Frank Arnau, Paul Frischauer und Willy Keller, der später viele Bücher aus dem brasilianischen Portugiesisch ins Deutsche übersetzte). Patrícia Rehder Galvão (Pseudonym: Pagu oder Pagú) (1910–1962), die der „anthropophagischen Bewegung“ angehörte, zeitweise mit Oswald de Andrade zusammen lebte und 1935 nach Paris ins Exil ging, vertrat auch als militante und antistalinistische Kommunistin weiter die Position einer ästhetischen Avantgarde. Sie übersetzte Werke der Weltliteratur in Portugiesische und war auch als Kolumnistin und Theaterkritikerin tätig. Ihr Roman Parque Industrial gilt als erster proletarischer Roman Brasiliens.
Psychologisch wesentlich tiefer als die anderen Vertreter der Generation von 1930 dringt Graciliano Ramos, der als Vertreter des psychologischen Romans in der Nachfolge Dostojewskis und als Vorläufer des Existenzialismus gilt. In seinem während seines Gefängnisaufenthalts (er war als Vargas-Gegner inhaftiert worden) erschienenen Roman Angústia (1936, dt. „Angst“, 1978) thematisiert er die existenzielle Angst, das Leiden an der unentrinnbaren Mittelmäßigkeit, welche den Ich-Erzähler bis in den Realitätsverlust führt. Viele seiner Werke sind von autobiographischen Erfahrungen geprägt. Postum erschienen 1953 seine Gefängniserinnerungen in vier Bänden. Hier erscheint der Schreibzwang als Mittel der Selbsterhaltung angesichts von Grenzerfahrungen wie Verrat, Folter, Mord und Vergewaltigung, wobei Ramos das Verhalten der Wärter und Mitgefangenen aus den Umständen und ihrer sozialen Rolle verständlich macht.
Neben Ramos ist vor allem Lúcio Cardoso als Vertreter des brasilianischen Existenzialismus zu nennen. Maleita, 1934 erschienen, ist noch vom Regionalismo geprägt, Luz no Subsolo von 1936 bereits vom europäischen Existenzialismus. Seine Romane und Dramen artikulieren auch Gesellschaftskritik. Érico Veríssimo setzte in den 1940er Jahren die Bearbeitung sozialer Themen fort. Er gehörte zu den wichtigsten Vertretern einer zweiten Phase des Modernismo (Neomodernismo). Auch die Crônica entwickelte sich in den 1940er und 1950er Jahren weiter, vor allem durch Rubem Braga, der wegen seiner kontroversen Artikel mehrfach verhaftet wurde. Der polyglotte Romancier João Guimarães Rosa kann als Vertreter des Magischen Realismus oder besser (wegen seines Rückgriffs auf europäische, nicht-indigene Mythen): einer literatura fantástica gelten (Grande Sertão, 1956). Kafkaesk-phantastische Kurzgeschichten schrieb der Kabinettschef Kubitscheks und spätere Diplomat Murilo Rubião, ein Hauptvertreter des magischen Realismus.

Oswald de Andrade
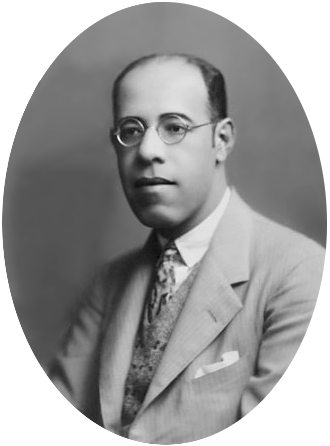
Mário de Andrade
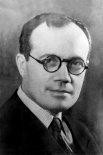
José Américo de Almeida
Graciliano Ramos
Guimarães Rosa
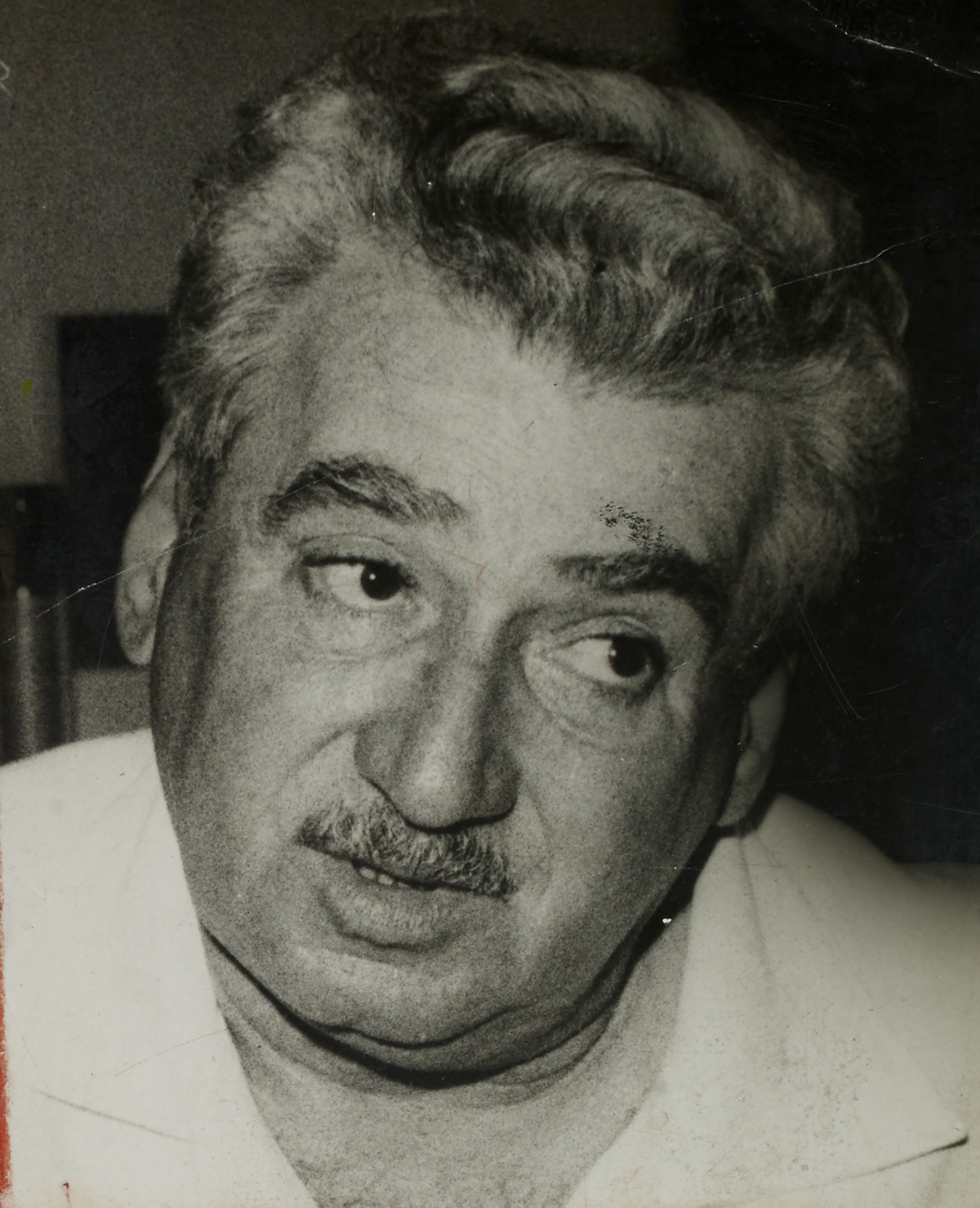
Jorge Amado
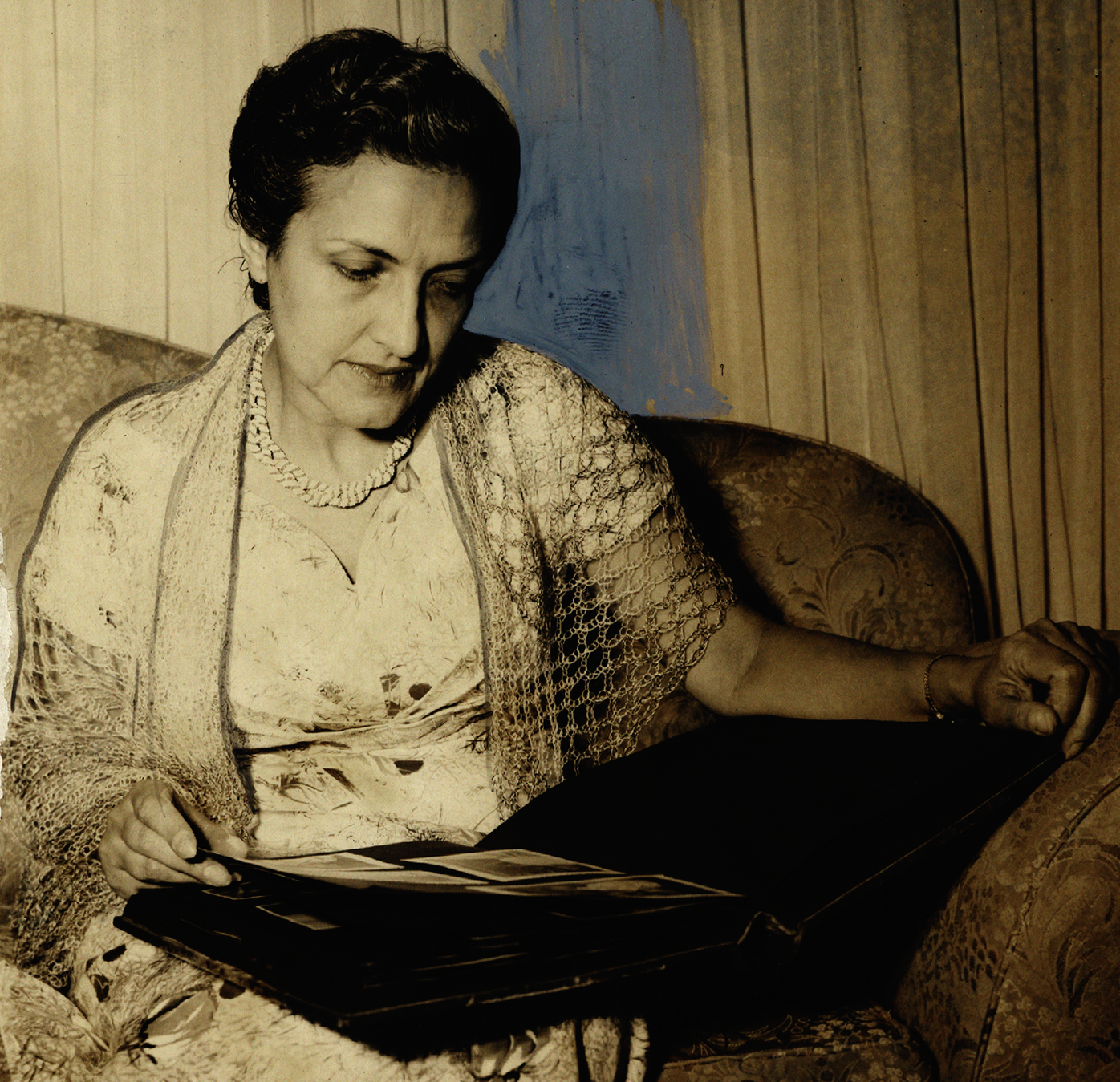
Cecília Meireles
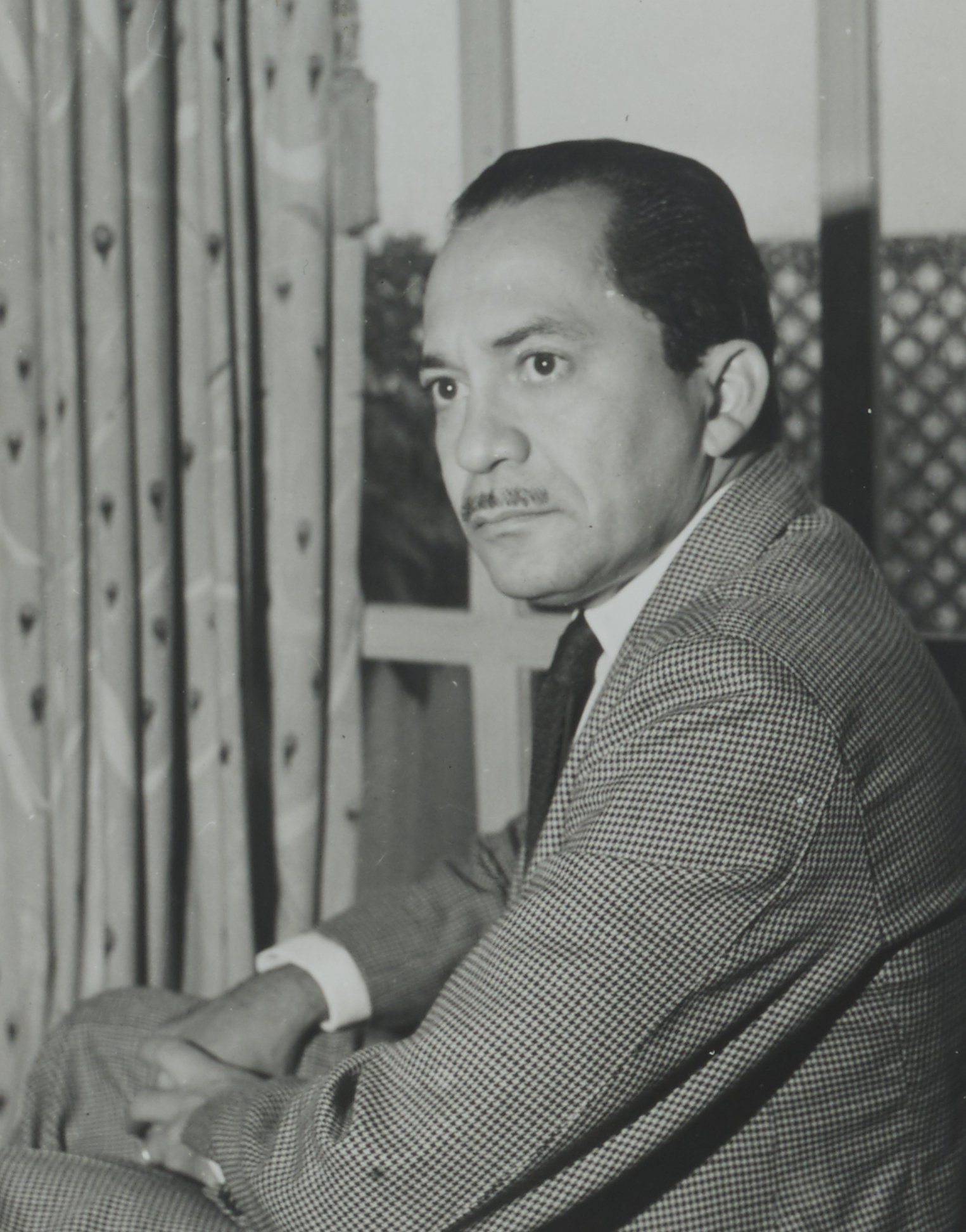
Lêdo Ivo
Vinicius de Moraes
Carlos Drummond de Andrade
Clarice Lispector
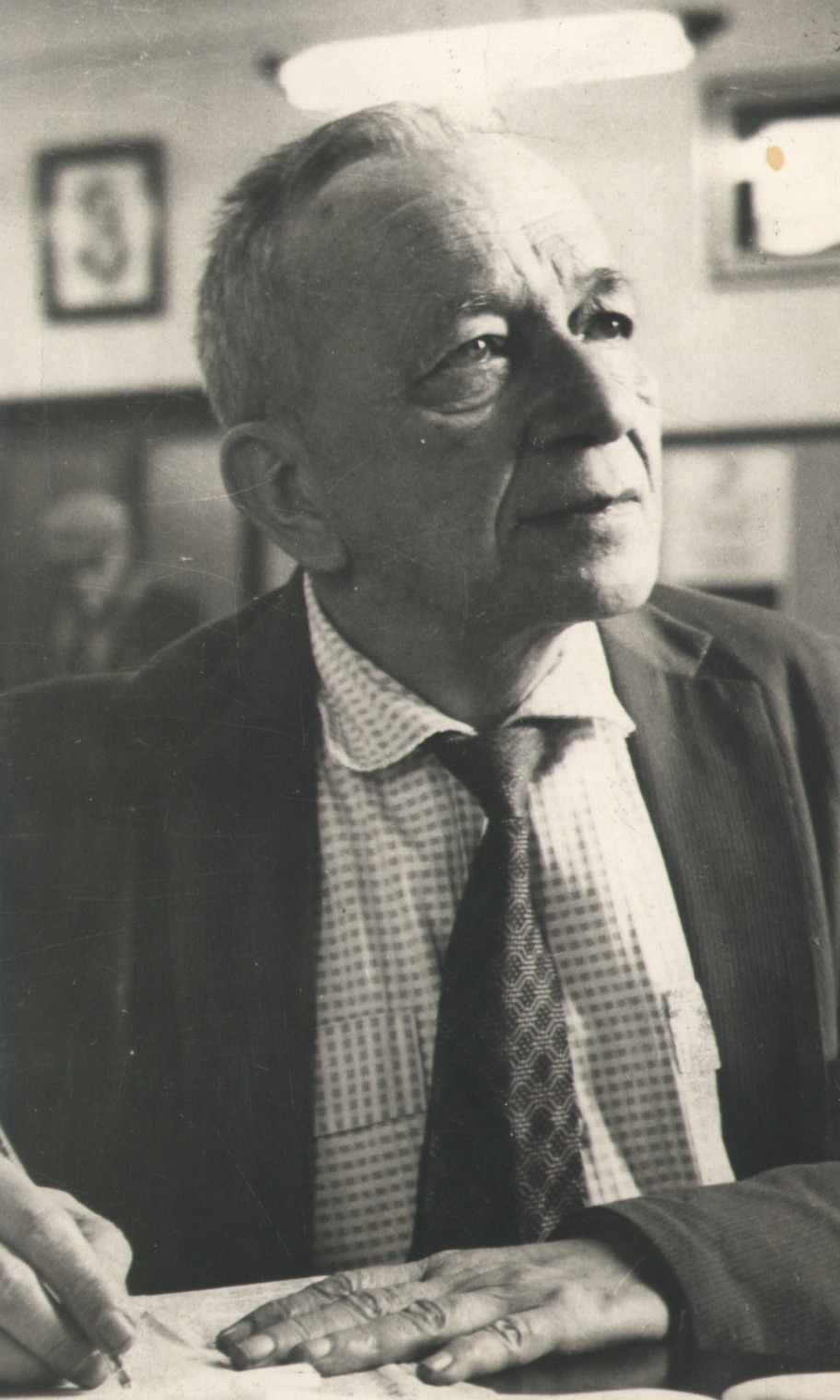
Mário Quintana

### Nach dem Zweiten Weltkrieg
Die Nachkriegsgeneration („Generation 45“) wandte sich gänzlich ab von Romantizismus und Sentimentalismus und suchte nach neuen Ausdrucksformen. Dazu gehören vor allem der neben Carlos Drummond de Andrade als größter Lyriker Brasiliens der Neuzeit geltende Vertreter des Neomodernismo João Cabral de Melo Neto (1920–1999), der in seinen metaphernlosen nüchternen Gedichten die sozialen Probleme seines Heimatstaats Pernambuco behandelt, ferner Adonias Filho mit seinen Romanen über die Caboclos und der Dichter Ferreira Gullar. Der avantgardistische, vom Nouveau Roman beeinflusster Romanautor Osman Lins kann als früher Vertreter des magischen Realismus gelten. Clarice Lispector überwand schon mit ihrem ersten Roman Perto do coração selvagem (1943, dt. „Nahe dem wilden Herzen“) den Regionalismo durch die Analyse des verwirrenden Innenlebens ihrer Heldin. In der erzählenden Prosa dieser Autorin verschmelzen realistische, phantastische, mystische, metaphysische und absurde Elemente wie in der verstörenden metaphernreichen Meditation ''A paixão segundo G. H.'' (1963, dt. „Die Passion nach G. H.“); jedoch kann man sie nicht dem magischen Realismus zurechnen. Sie schuf ikonische weibliche Charaktere. Wie bei Lispector ist das Weltbild vieler anderer brasilianischer Literaten von Chaos, Pessimismus und Aufstand gegen gesellschaftliche Konventionen geprägt.
In den 1950er Jahren erwachte unter Präsident Juscelino Kubitschek ein neues brasilianisches Nationalbewusstsein (Brasilidade); in Abkehr von ausländischen Vorbildern suchte man nach neuen ästhetischen Normen. In São Paulo entwickelte sich unter dem Einfluss der strukturalistischen Linguistik der Concretismo, die brasilianische Konkrete Poesie. Sie entstand weitgehend unabhängig von europäischen Entwicklungen (z. B. Gerhard Rühm) im Rahmen der 1952 gegründeten Künstlergruppe Noigandres mit Augusto de Campos, Décio Pignatari, José Lino Grünewald und Haroldo de Campos, einem herausragenden Dante-Übersetzer. Ihre Mitglieder, die auch Zeitschriften herausgaben, gehörten zu den nachdrücklichsten Vertretern des Prinzips der Konkreten Dichtung, indem sie den Vers zerstörte und das Laut- und Wortmaterial der Sprache einschließlich vieler neugeschaffener Kunstwörter in unmittelbare ästhetische Beziehung zur Druckfläche setzt.
1959 erfuhr Lúcio Cardoso ein sensationelles Comeback mit seinem wohl bedeutendsten, 1971 verfilmten Roman Crônica da Casa Assassinada, der die Zerstörung einer reichen Bergarbeiterfamilie durch Gewalt und Inzest in Form einer Briefserie beschreibt und einen Skandal hervorrief. Der Untergang traditioneller Werte verweist bereits auf eine postmodern-chaotische Zukunft.
Zu den herausragenden Dichtern der 1950er Jahre gehört der Prémio-Camões-Preisträger des Jahres 2010 Ferreira Gullar, der 1959 mit der Malerin Lygia Clark, der Bildhauerin und Filmemacherin Lygia Pape, dem Bildhauer Amilcar des Castro und anderen Künstlern die Gruppe der an geometrischer Strenge und Expressivität zugleich orientierten Neo-Konkreten (Neoconcretismo) gründete. Der Sozialhistoriker und Essayist Sérgio Buarque de Holanda verfasste wichtige Essays zur Entwicklung der nationalen brasilianischen Identität.

### Die Zeit der Diktatur
In den frühen 1960er Jahren hatte die Modernisierungseuphorie in Brasilien einen zweiten Höhepunkt nach der Vargas-Ära erreicht. Doch 1964 führte die Militärdiktatur zu harten Restriktionen. Ferreiro Gullar, der die Kulturstiftung in der neuen Hauptstadt Brasília leitete, musste ins Exil gehen. Dieses Schicksal teilte er mit dem Anthropologen und Schriftsteller Darcy Ribeiro, der eine Zivilisationstheorie am Beispiel des größten „neolateinischen“ Landes Brasilien entwickelt hatte. Kurzzeitig ins Exil begab sich auch der magische Realist und Kenner der Kultur des Nordostens João Ubaldo Ribeiro, der mit seinem Roman Sargento Getúlio (1971; dt. 1984, Verfilmung 1983), einem manischen inneren Monolog eines durch ungesetzliche Aufträge überforderten, wegen einer Wahrsinnstat verfolgten Polizisten, die von Ramos begonnene Geschichte des archaischen Sertão und damit die regionalistische Tradition fortschrieb. 1985 folgte sein Roman Viva o povo brasileiro, eine Geschichte der Auflehnung des überwiegend schwarzen, in afrikanischen Traditionen tief verwurzelten bahianischen Volkes gegen Großgrundbesitzer, Regierungssoldaten und Geldaristokratie vom 17. bis ins 20. Jahrhundert.

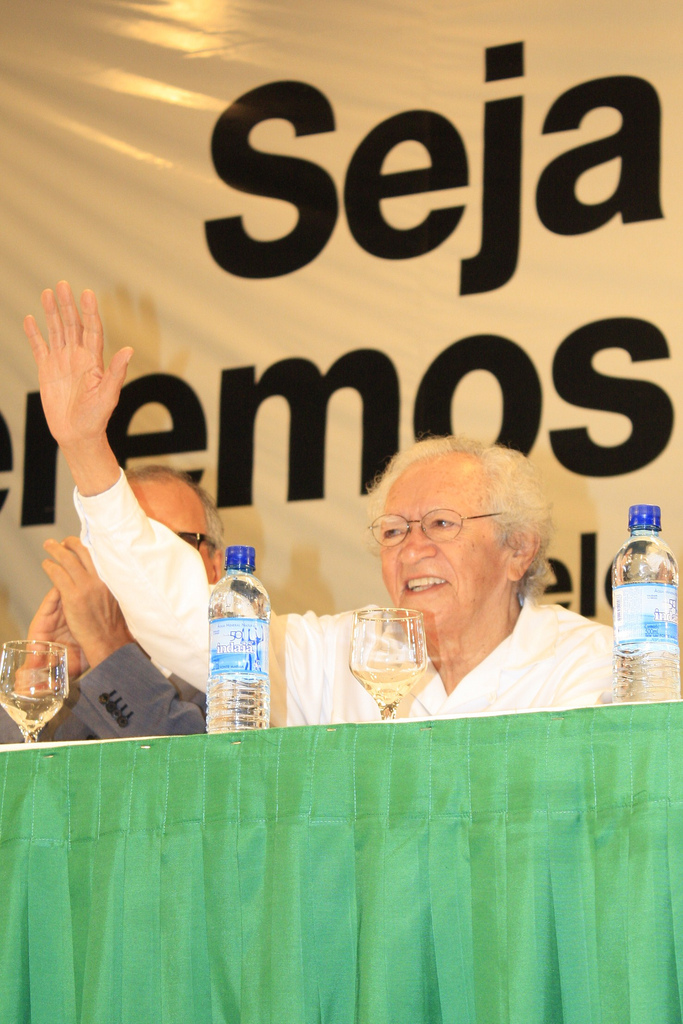
Thiago de Mello (2010)

Ins Exil gingen der Lyriker, Prosaist und Regenwaldschützer Thiago de Mello und der Musiker, Popstar (weltweit bekannt durch A banda 1966), Romancier und belesene Theaterdichter Chico Buarque, ein Sohn Sérgio Buarques, dessen Protestlied Apesar de Você erst nach dem Verkauf von 100.000 Platten von der Zensur entdeckt und verboten wurde. Auch Ignácio de Loyola Brandão musste seine Bücher, die sich kritisch mit dem Militärregime befassten, teilweise im Ausland veröffentlichen.
In der Frühzeit der Diktatur entstand die Bewegung des Tropicalismo (tropicália, benannt nach einem Werk des Bildhauers und Umweltkünstlers Hélio Oiticica), die auf anarchistische Ideen von Oswald de Andrade zurückging. Die Bewegung fand vor allem in der Musik (v. a. durch Gilberto Gil und Caetano Veloso), aber auch im Film (Glauber Rocha) und in der Literatur (Torquato Neto, 1948–1972) ihren Ausdruck und richtete sich zunächst gegen die alte antiimperialistische Linke. Als sie die Militärregierung immer stärker herausforderte, wurde sie 1968 zerschlagen.
In den „post-tropikalistischen“ 1970er Jahren wurden kürzere Texte oft mit mimeographischen Verfahren oder als Umdruck verbreitet, später dann als Fotokopien, um die Zensur zu unterlaufen. Zu den jungen Vertretern dieser geração mimeógrafo („Generation der Vervielfältiger“) gehörten die Poetin Ana Cristina Cesar (1952–1983) und Waly Salomão. Die Arbeiten dieser meist aus Rio de Janeiro stammenden widerständigen Autoren außerhalb des Mainstreams sind als poesia marginal bekannt, da sie von den Verlagen ignoriert wurden.
Mit den Themen des Exils, der Diaspora und der Identität jüdischer Migranten in Brasilien befasste sich Moacyr Scliar („Der Zentaur im Garten“, dt. Neuauflage 2013), dessen Werke in zahlreiche Sprachen übersetzt wurden. Die sozial engagierte Lygia Fagundes Telles, eine Gegnerin der Militärdiktatur, wurde durch ihre Erzählungen bekannt. Ihr Buch As meninas (1973; dt. „Mädchen am blauen Fenster“, 1984) schildert das Leben dreier junger Mädchen unter der Militärdiktatur. As horas nudas (1984; dt. „Nackte Stunden“, 1994) ist die Geschichte einer dekadenten Schauspielerin, die auf ihr Liebesleben zurückblickt.
1979 erregte das rücksichtslos authentische Werk O Que É Isso Companheiro? von Fernande Gabeira (* 1941) für Aufsehen. Der Journalist Gabeiro wurde nach dem Militärputsch 1964 Mitglied der Stadtguerilla, nahm 1969 an der Entführung des US-amerikanischen Botschafters teil und konnte Brasilien durch die Entführung des deutschen Botschafters 1970 verlassen. 1973 wurde er Zeuge des Putsches in Chile, dessen Strukturen er in dem Buch zu den Ereignissen in Brasilien in Beziehung setzte. 1978 sagte er sich von der Gewalt los. Die Episode über die Entführung des US-Botschafters wurde 1997 unter dem Titel Vier Tage im September verfilmt.
Raduan Nassar (Das Brot des Patriarchen, 1975, dt. 2004), Sohn libanesischer Einwanderer, Romanautor und Übersetzer, zog sich Anfang der 1980er Jahre aufs Land zurück. Als er den Camões-Preis für 2016 erhielt und in seiner Rede den Neoliberalismus und die Regierung Michel Temers kritisierte, verließ der brasilianische Kulturminister, der selbst der Korruption verdächtigt wurde, die Veranstaltung.
Während der Diktatur zog sich auch Hilda Hilst zurück, Autorin von Theaterstücken, Romanen und Kurzgeschichten, die mit ihrer Vorliebe für Übersinnliches, Absonderliches und Obszönes zu den Vertreterinnen des Magischen Realismus gezählt werden kann. Gilberto Freyre hingegen unterstützte die Militärdiktatur. insgesamt kann man jedoch von einer Periode kultureller Verarmung sprechen, die bis Mitte der 1980er Jahre andauerte.
Haroldo Maranhão (1927–2004) behandelt in seinem Roman O tetraneto del-rei. O torto: Suas Idas e venidas (1982) das abenteuerliche, aber weniger heroische als vielmehr erotische Leben des Enkels des ersten portugiesischen Vizekönigs von Brasilien Afonso de Albuquerque. Dabei mischt er verschiedene Genres wie die Chronik, den Ritter- oder Schelmenroman mit der Lebensgeschichte des Luís de Camões und ironisiert in altmodischer Sprache und mit intertextuellen Anspielungen die Klischees der Conquista Brasiliens wie den Kannibalismus. In diesem international hochgelobten Roman tritt erstmals die brasilianische Postmoderne in Erscheinung.

Lygia Fagundes Telles
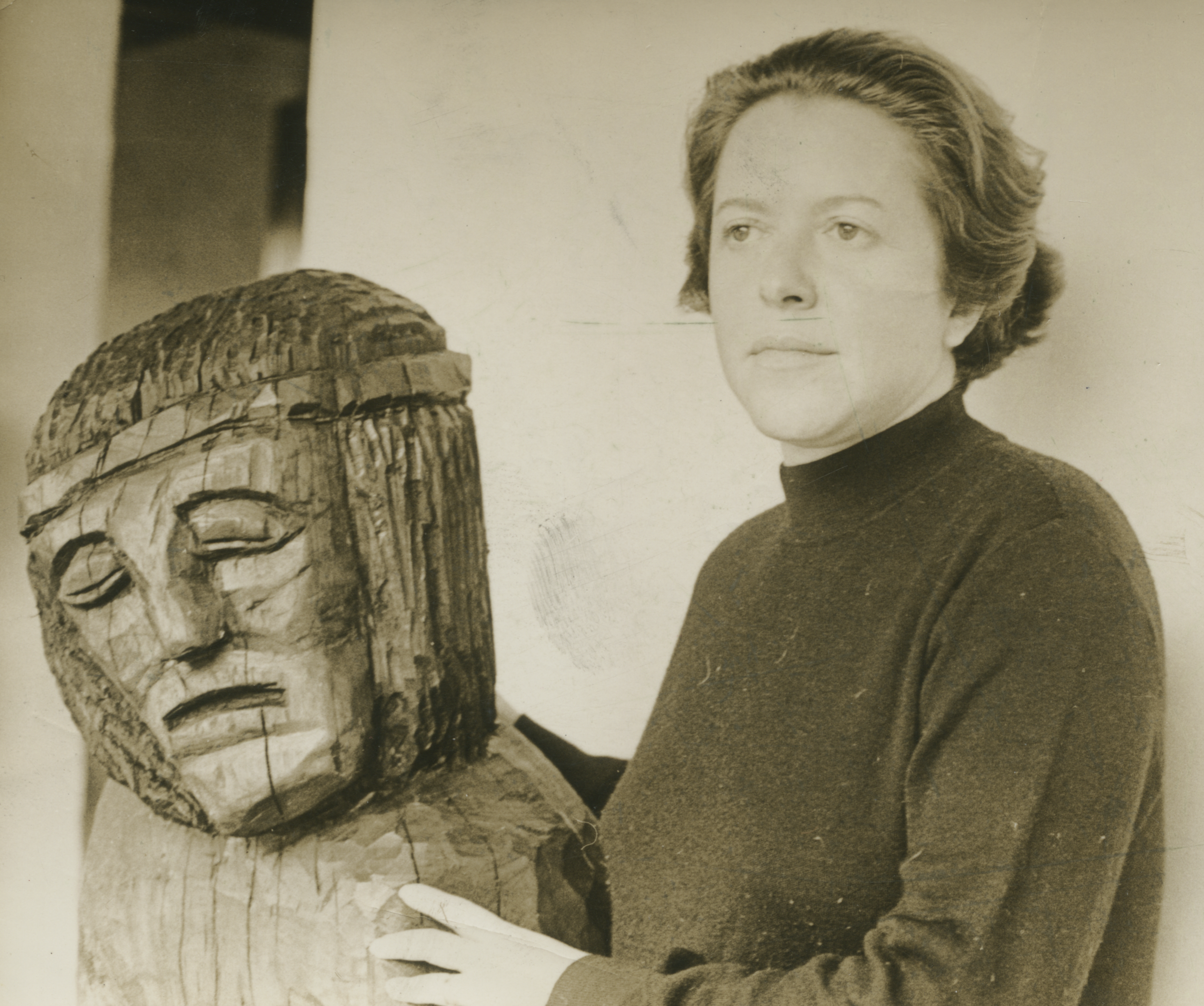
Hilda Hilst
Érico Veríssimo
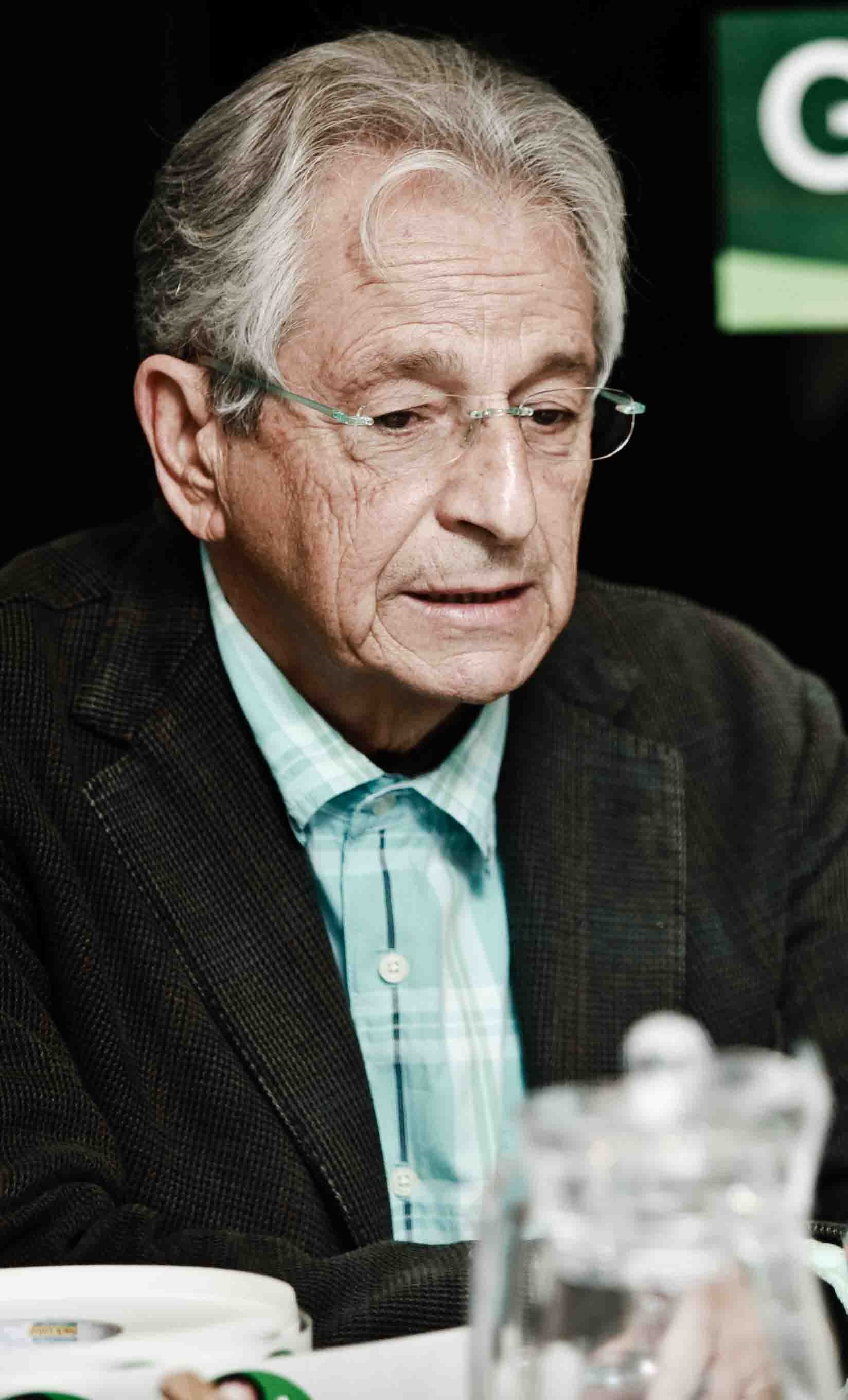
Fernando Gabeira
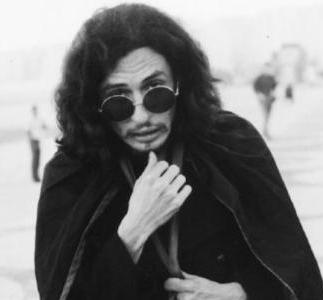
Torquato Neto
Chico Buarque
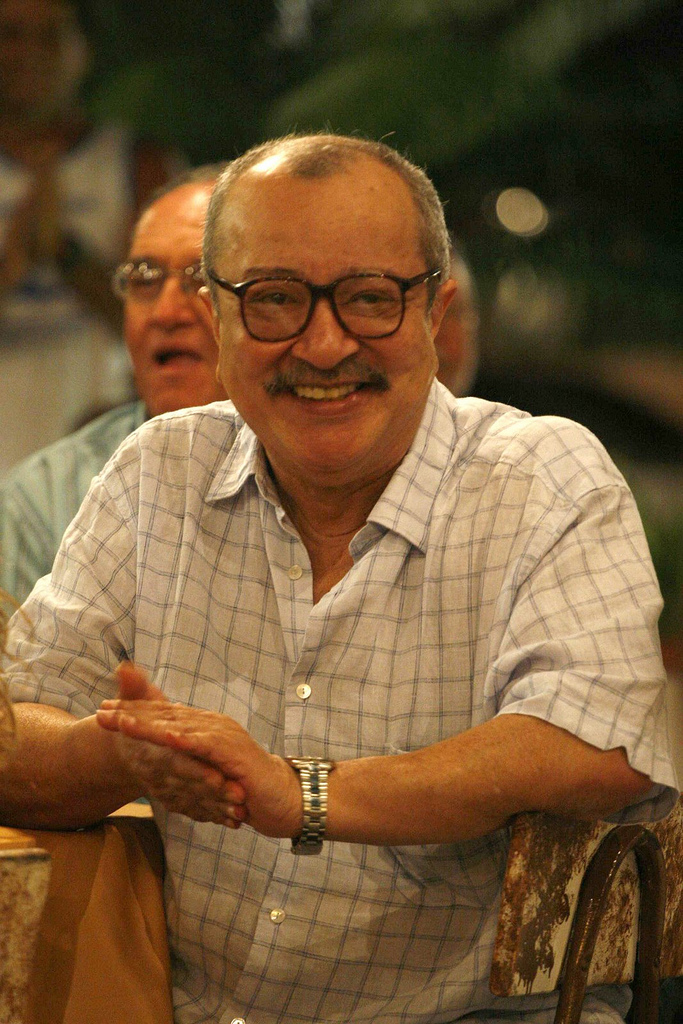
João Ubaldo Ribeiro (2009)

### Das brasilianische Theater im 20. Jahrhundert
Auch im Drama gab es seit Ende des 19. Jahrhunderts einige herausragende Autoren, so Artur Azevedo mit seinen Komödien, Nelson Rodrigues mit insgesamt 19 Stücken sowie Jorge de Andrade.
Die Diktatur Vargas’ begünstigte die Entstehung des Amateurtheaters, da die großen kommerziellen Theater zensiert wurden. 1938 wurde das Teatro do Estudante do Brasil in Rio de Janeiro durch Carlos Magno gegründet. Nelson Rodrigues (1912–1980) gilt mit Vestido da Noiva („Das Hochzeitkleid“, 1943) als wichtigster Erneuerer des brasilianischen Theaters. Nach dem Zweiten Weltkrieg kehrte sich der Trend um: Das europäisierende Ausstattungs- und Startheater Teatro Brasileiro de Comédia (TBC) in São Paulo wurde für die Bedürfnisse reicher Bürger geschaffen. Das deren Erwartungen keineswegs erfüllende, an Tabus rührende Stück Álbum de família (1945) von Rodrigues, eine teils realistische, teils mythische Chronik einer in Inzest, Vergewaltigung und Mord verstrickten Familie, erschien so schockierend, dass es erst 21 Jahre später aufgeführt werden durfte. Mit A falecida („Begräbnis Erster Klasse“, 1953), ein Stück, in dem der Fußball eine große Rolle spielt, prägte er einen neuen Typus realistischer Vorstadttragödien aus dem Alltag Rio de Janeiros. Seine filmischen sexuellen Obsessionen machten ihn zur Zielscheibe der Rechten und der Kirche. 1966 wurde sein Roman O Casamento („Die Hochzeit“) vom Militärregime verboten, obwohl er selbst ein Antikommunist war und die Diktatur zeitweise begrüßte.

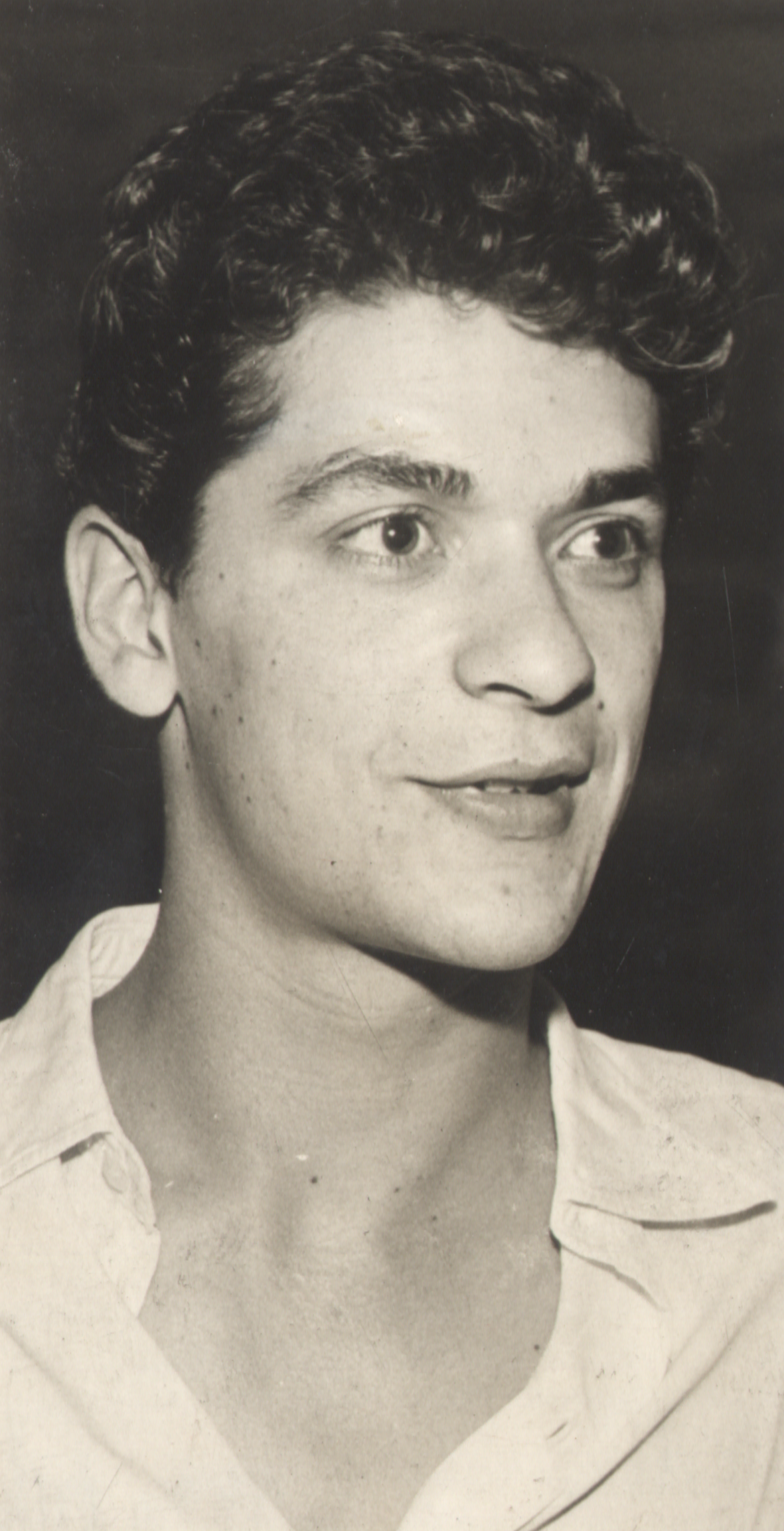
Oduvaldo Vianna Filho

Doch schon in den 1950er Jahren setzte eine Gegenbewegung ein: 1953 wurde das Teatro de Arena in São Paulo gegründet. Dort wurden u. a. Stücke von Augusto Boal, Gianfrancesco Guarnieri und Oduvaldo Vianna Filho (1936–1974) aufgeführt. Guarneris Stück Eles não usam black-tie („Sie tragen keine schwarzen Krawatten“, 1958) handelte zum ersten Mal vom Leben der Industriearbeiter und in den Favelas. Vianna thematisiert in Chapetuba Futebol Clube (1959) die beispiellose Fußballmanie und ihre Einbindung in die kapitalistische Gesellschaft. Beide Autoren gründeten zusammen um 1955 das Studenttheater in São Paulo. Noch 1966 erinnert Rodrigues in seiner Crônica O drama das sete copas („Das Drama der sieben Weltmeisterschaften“) an die Tragödie der brasilianischen Niederlage gegen Uruguay bei der Fußball-WM 1950 und vergleicht sie mit dem Abwurf der Atombombe über Hiroshima.
Jorge de Andrade hatte das Zerbrechen der kaffeeproduzierenden Großgrundbesitzerdynastien des Südostens in der Krise 1929/30 aus eigener Erfahrung kennengelernt (A Moratória, 1955). Er war der erste wirklich erfolgreiche moderne Dramatiker Brasiliens. Sein zehn Stücke umfassender historischer Dramenzyklus Marta, a Árvore e o Relógio aus den 1950er und 1960er Jahren schildert die Entwicklung São Paulos und der brasilianischen Gesellschaft seit dem 17. Jahrhundert. Mehrere dieser Stücke wurden verfilmt.
Vom volkstümlichen Jesuitentheater beeinflusst war Ariano Suassuna, der 1959 gemeinsam mit Hermilo Borba Filho das Teatro Popular do Nordeste in Recife gründete und dessen populäre, auf die Erweckung von starken Emotionen zielende Stücke man dem literarischen Neobarock zurechnen kann.

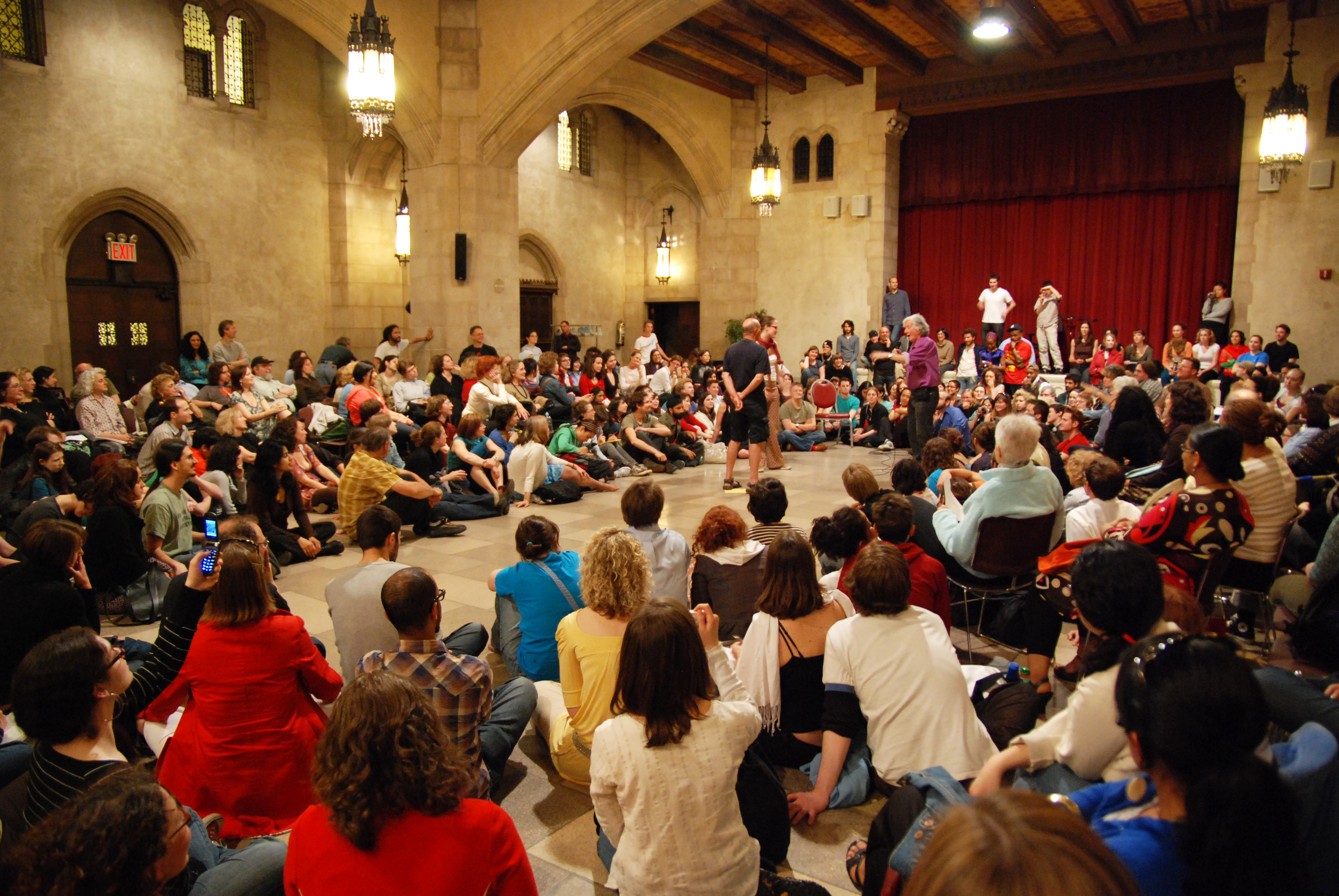
Augusto Boal gibt einen Workshop des Theaters der Unterdrückten in der Riverside-Kirche in New York City am 13. Mai 2008.

Die Volkskulturbewegung der frühen 1960er Jahre unter Präsident João Goulart führte zum Aufbau der Centros Populares de Cultura (CPC). Dort und in Universitäten, bei Gewerkschaftsabenden und auf der Straße wurden politische Agitationsstücke aufgeführt: „Arte para o povo e com o povo.“ 1964 wurden die CPC verboten. 1968 wurde mit der Verabschiedung des Institutionellen Aktes AI-5 die juristische Grundlage für die Repression jeglicher Art und die massenhafte Verfolgung vermeintlichen Gegner geschaffen. Vor allem das Avantgardetheater galt von nun an in Brasilien als Staatsfeind. Die wichtigsten Theater schlossen in der Zeit der Militärdiktatur: 1972 das Teatro de Arena unter José Celso, der nach Portugal ins Exil ging, und 1971 das Teatro Oficina unter Augusto Boal, der mit seinen theaterpädagogischen Konzepten wie dem Theater der Unterdrückten weltweite Wirkungen erzielte, aber unter zahlreichen Zensurverfügungen litt. Plínio Marcos de Barros (1935–1999), ein Schulabbrecher und Straßenhändler, arbeitete als Schauspieler für das Fernsehen und Theater. Seit den 1960er Jahren schrieb er zunächst Stücke über die Welt der Industriearbeiter, dann solche, in denen zum ersten Mal die „brutale Wirklichkeit des urbanen Subproletariats“ auf brasilianische Bühnen kam. Sein Zweipersonenstück Dois perdidos numa noite suja (1966) wurde in Deutschland 1988 im Theater der Bergarbeiter in Senftenberg aufgeführt. Unter der Militärdiktatur wurden seine Stücke zensiert oder verboten.

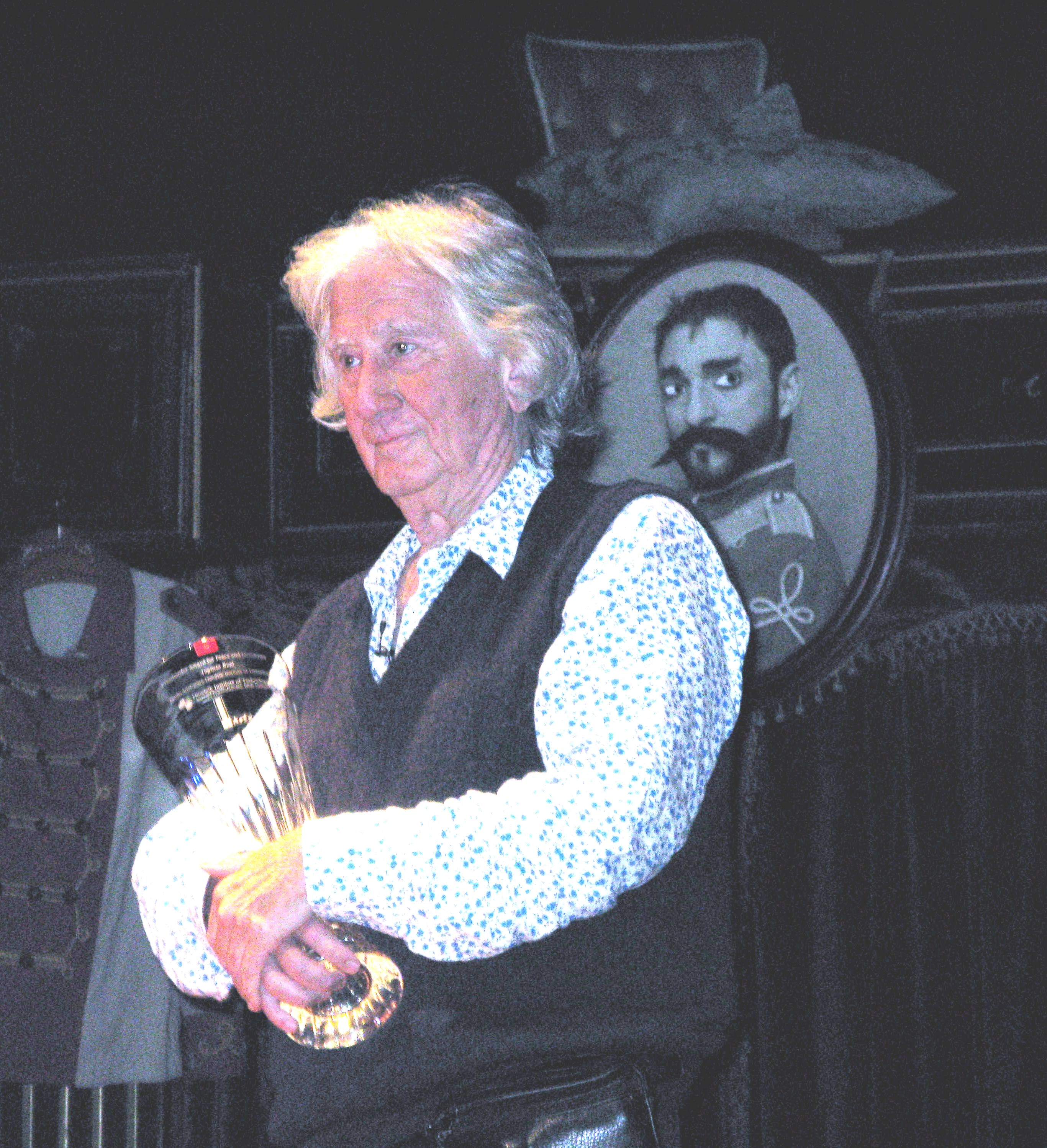
Augusto Boal (2008)

Der Opposition blieb die Popularmusik als Ausdrucksmittel. Chico Buarque wurde als Poet des Bossa Nova zur Zeit der Militärdiktatur mit doppeldeutig-anspielungsreichen Texten bekannt. Später hinterließ der Tropicalismo auf dem Theater (vertreten durch O Rei da Vela von Oswald de Andrade und Roda Viva von Chico Buarque), eine ursprünglich in der Populärmusik entstandene konsumkritische Bewegung der 1960er und 70er Jahre, seine Spuren auf dem Theater und nahm die Saturiertheit des Bürgertums aufs Korn.

### Nach der Militärdiktatur
Der weltweit bekannteste Schriftsteller Brasiliens blieb über viele Jahre hinweg bis heute der in den 1970er Jahren ebenfalls zeitweise vom Militärregime verfolgte Romancier Paulo Coelho, dessen vom Magischen Realismus beeinflusste Bücher oft von der Suche nach spiritueller Sinngebung handeln und in vielen Ländern zu Bestsellern wurden (zuerst O Alquimista 1988, dt. Der Alchimist 1996).
Die Verbreitung des Fernsehens in den 1980er und 1990er Jahren führte dazu, dass die zuvor beliebten Chroniken an Bedeutung verloren. Mit fortschreitender Verstädterung und der Entwicklung von São Paulo und Rio de Janeiro zu Megacities verlor der auf regionalistischem Kolorit und ländlichen Mythen basierende Magische Realismus gegen Ende des 20. Jahrhunderts an Bedeutung. Städtische Alltagsthemen dominieren seither. Caio Fernando Abreu (1948–1996), Romanautor, Erzähler, Theater- und Drehbuchautor, beschrieb die zahllosen Widersprüche des urbanen Brasilien und verbindet dies mit persönlichen Bekenntnissen. Als erster brasilianischer Autor thematisierte er AIDS. Zweimal erhielt er den Prêmio Jabuti. Die sozialen Pathologien, den Hass und die Gewalt der schnell wachsenden Städte thematisierte der bis weit über sein 80. Lebensjahr hinaus produktive ehemalige Streifenpolizist und Jurist Rubem Fonseca (Os prisioneiros, 1963; O cobrador, 1979; Carne crua, 2018). Er griff auch Themen aus der nationalen Vergangenheit wie den Selbstmord von Getúlio Vargas und die folgende Staatskrise auf (Agosto, dt. „Mord im August“, 1990). Milton Hatoum, Sohn libanesischer Einwanderer, verknüpft in seinen Romanen autobiographisch gefärbte Familienkonflikte, das Scheitern der Migranten in der Peripherie Amazoniens und den Widerstand der Studenten gegen die Militärdiktatur („Emilie oder der Tod in Manaus“, 1992; „Zwei Brüder“, 2002; „Asche vom Amazonas“, dt. 2008).
Der Filmkritiker Silviano Santiago, der sich schon 1981 mit seinem formal innovativen postmodernen Roman Em Liberdade, der sich zwischen Theorie, Fiktiom, Kritik und Poesie bewegt, mit der Vargas-Diktatur auseinandergesetzt hatte, veröffentlichte 2008 mit Heranças („Erbschaft“) eine melacholisch-zynische Geschichte des 20. Jahrhunderts. Der Politikwissenschaftler und Journalist Bernardo Kucinski, der aus einer polnisch-jüdischen Einwanderfamilie stammt und zwei Jahre ins Londoner Exil gehen musste, arbeitete das Erbe der Diktatur in mehreren Veröffentlichungen u. a. über die Todesschwadronen auf. In „K. oder Die verschwundene Tochter“ (dt. 2013) zeichnet er Parallelen zwischen dem Widerstand gegen die deutschen Verfolger und dem gegen die brasilianische Diktatur. Im breitgefächerten Werk der Erzählerin, Essayistin und Literaturwissenschaftlerin Luiza Lobo (* 1948) haben feministische Themen einen großen Stellenwert. Auch Cíntia Moscovich (* 1958) erkundet mit ihren Erzählungen die Räume, in denen heute Frauen in den verschiedensten sozialen Zusammenhängen Brasiliens agieren.

## 21. Jahrhundert: Diversität, Migration und Gewalt der Großstadt
Die Autoren der Geração 90, den sogenannten transgressores, die Mitte der 1990er Jahre mit dem Schreiben begann, nutzte von Anfang an den Computer als Schreibwerkzeug und zur Herstellung medialer Querbeziehungen, harter Schnitte und Textmontagen. Dazu gehört der Romancier, Erzähler, Lyriker, Theaterautor und Verleger Joca Reiners Terron (* 1968), der die Arbeiten dieser Generation in mehreren Anthologien vorstellte.
Die jüngere brasilianische Literatur ist durchweg von der Großstadt fasziniert, die die Tendenz hat, sich unendlich auszudehnen und zugleich zu fragmentieren. Der oft aussichtslose Kampf um individuellen Erfolg in der Konkurrenzgesellschaft, um Identitätssuche und Aufstieg im urbanen Chaos wird zu einem Dauerthema, zugleich steigt die Pluralität der Stimmen und literarischen Formen. Die metafiktionalen Texte von Sérgio Sant’Anna mit ihrem Stilmix (* 1941) verkörpern diesen Typ der urbanen Literatur besonders prägnant.

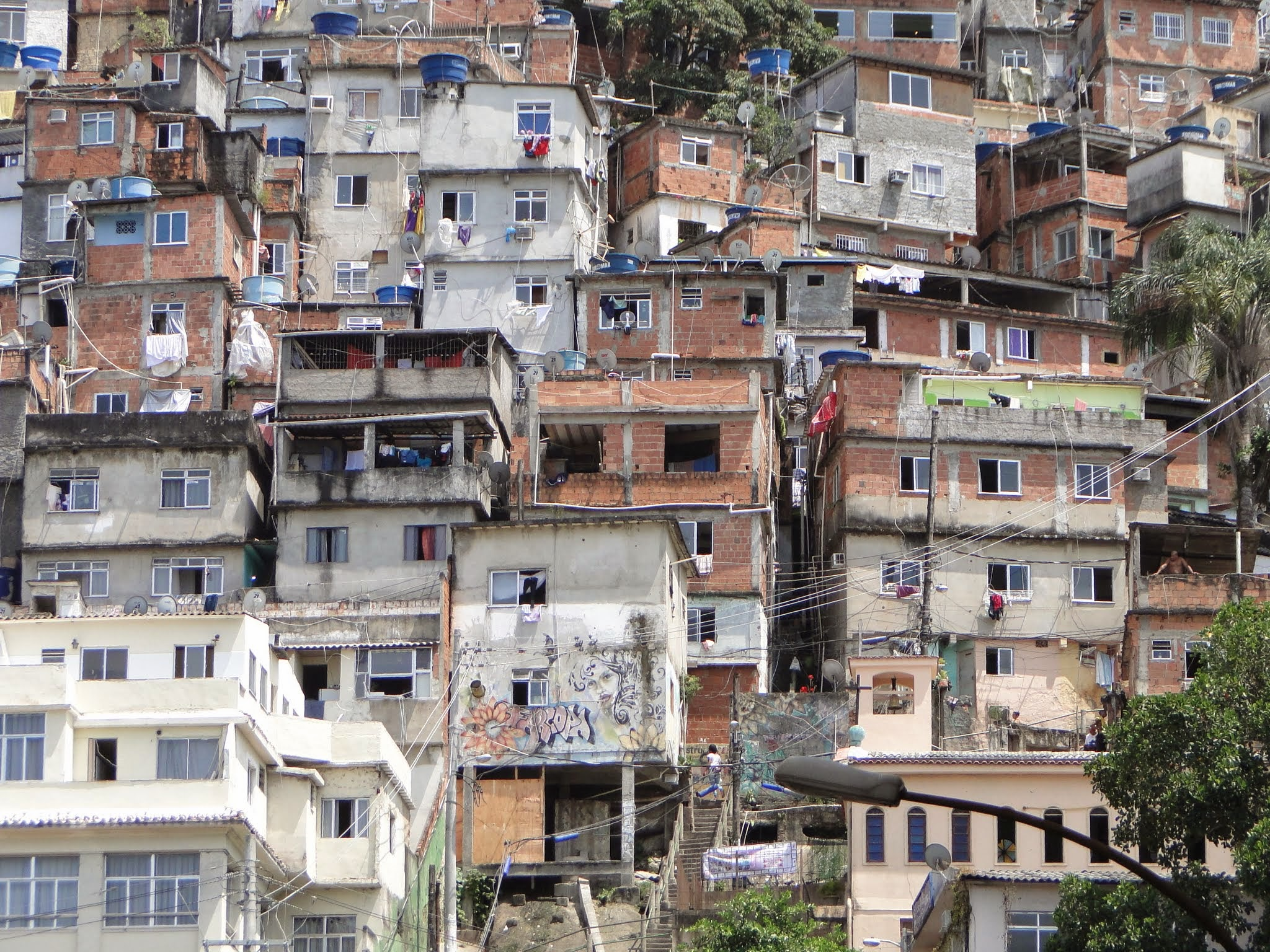
Favela in Rio de Janeiro unweit der Copacabana

In Chico Buarques parabelhaftem Roman Estorvo („Der Gejagte“, dt. 1997), der an einem anonymen Ort spielt, flieht jemand vor Nachstellungen, deren Gründe er nicht kennt. Sind es politische Gegner, ist es das Rauschgiftkartell oder eine Intrige aus verschmähter Liebe? In Leite Derramado (2009; dt. Vergossene Milch 2013) thematisiert er die extrem konfliktreiche Multikulturalität Brasiliens, die sich in den widersprüchlichen Erinnerungen der hundertjährigen Hauptfigur des Romans Eulálio spiegelt. 2019 erhielt Buarque den Prémio Camões.
Das ländliche Brasilien wird heute an den Rand gedrängt und existiert überwiegend nur noch als Szenario der Vergangenheit; doch besinnen sich viele Autoren wieder auf das Verschwundene und versuchen es zu rekonstruieren. Luiz Ruffato (* 1961), Enkel analphabetischer italienischer Einwanderer, früher Schlosser, Textilarbeiter und Journalist, unternimmt den Versuch einer literarischen Bearbeitung der Geschichte des brasilianischen Proletariats seit den 1950er Jahren. Er erzählt das Leben der Zuwanderer vom Lande, die in den Armenvierteln São Paulos landen und sämtlich scheitern. Sein fünfbändiger Zyklus Inferno próvisorio (dt.: Vorläufige Hölle) erscheint auch in deutscher Sprache. Ruffato versucht die Volkssprache literarisch neu zu schaffen. 2013 war er literarischer Eröffnungsredner der Frankfurter Buchmesse. Angesichts der brasilianischen Wirtschaftskrise seit 2014 ist sein ins Deutsche übersetzter Roman Ich war in Lissabon und dachte an dich (dt. 2015) von großer Aktualität. Er behandelt die Enttäuschungen von Migranten aus dem ländlichen Brasilien, die heute in immer größerer Zahl im sich abweisend verhaltenden Portugal ihr Glück suchen. Paulo Scott schildert Schicksale „am Rande der Rassen- und Klassengesellschaft“.

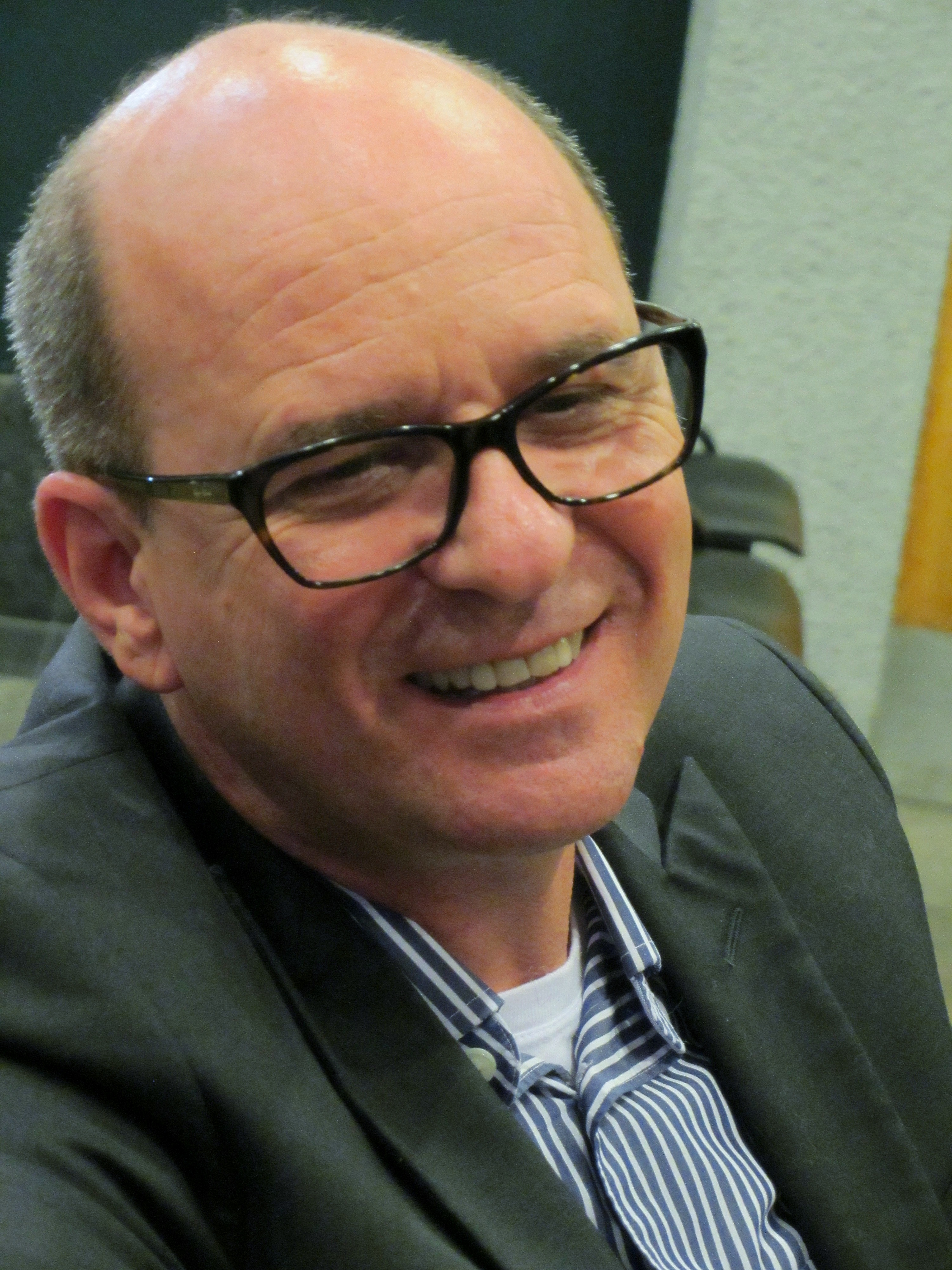
Luiz Ruffato
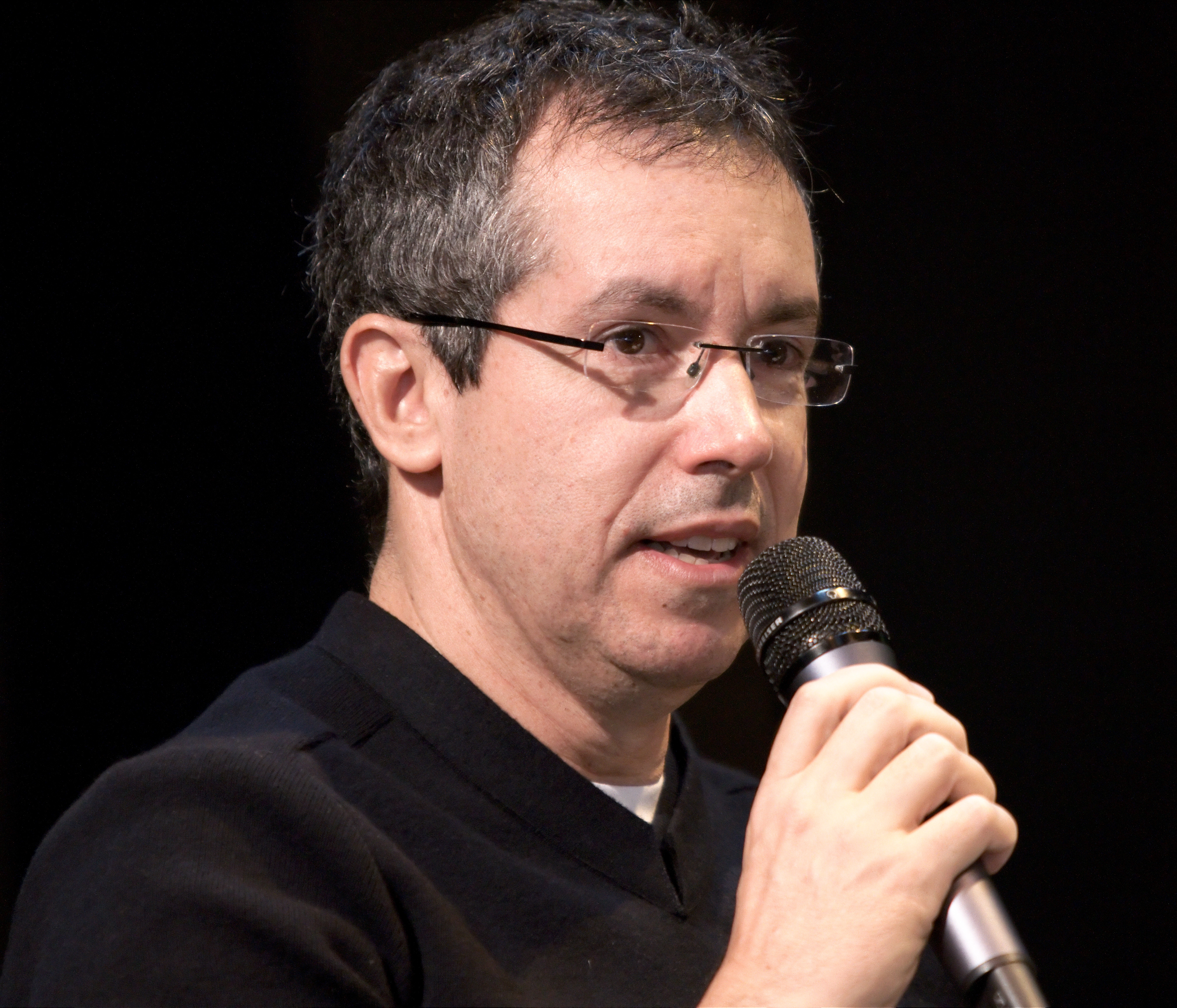
Bernardo Carvalho
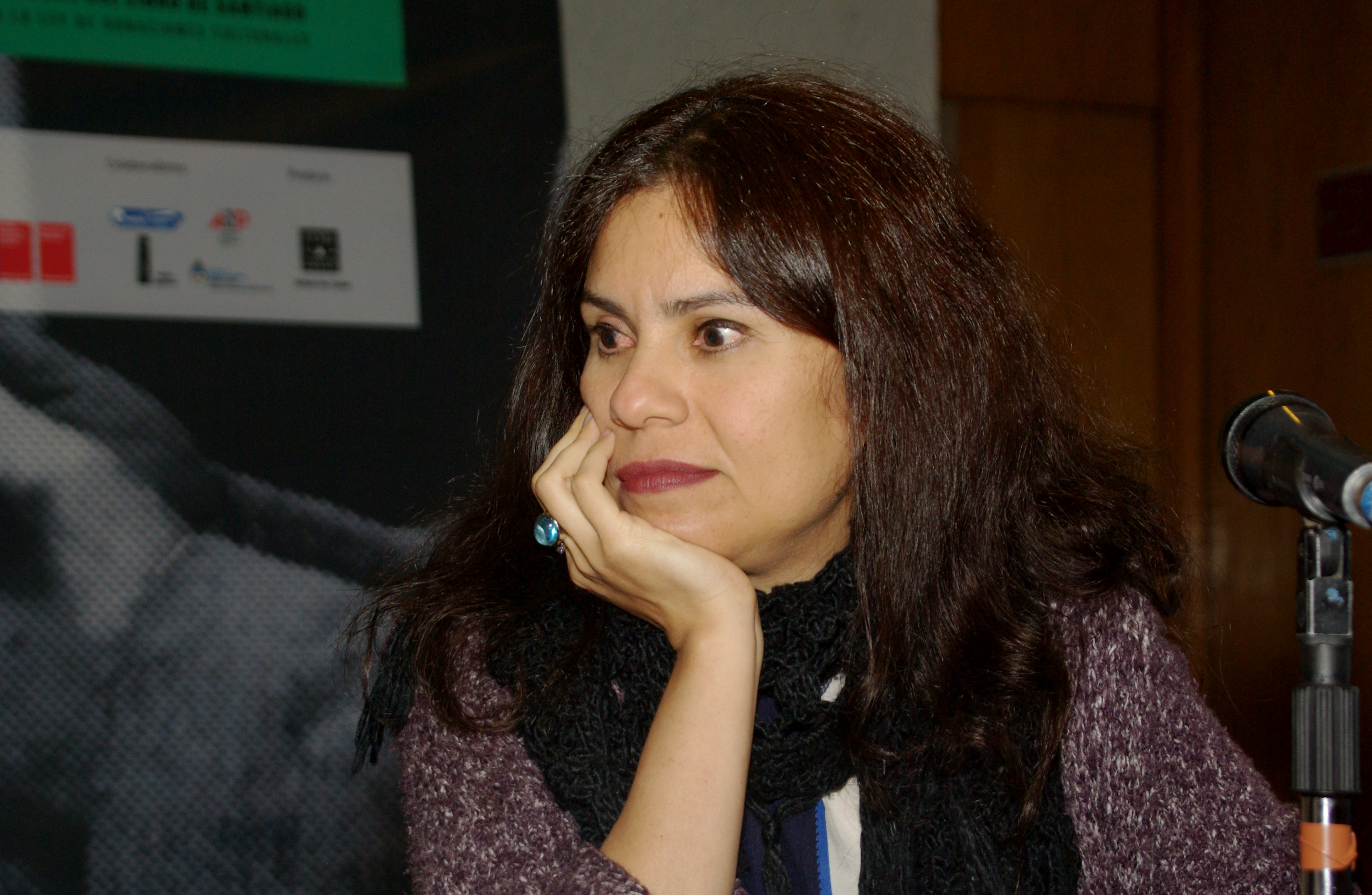
Carola Saavedra
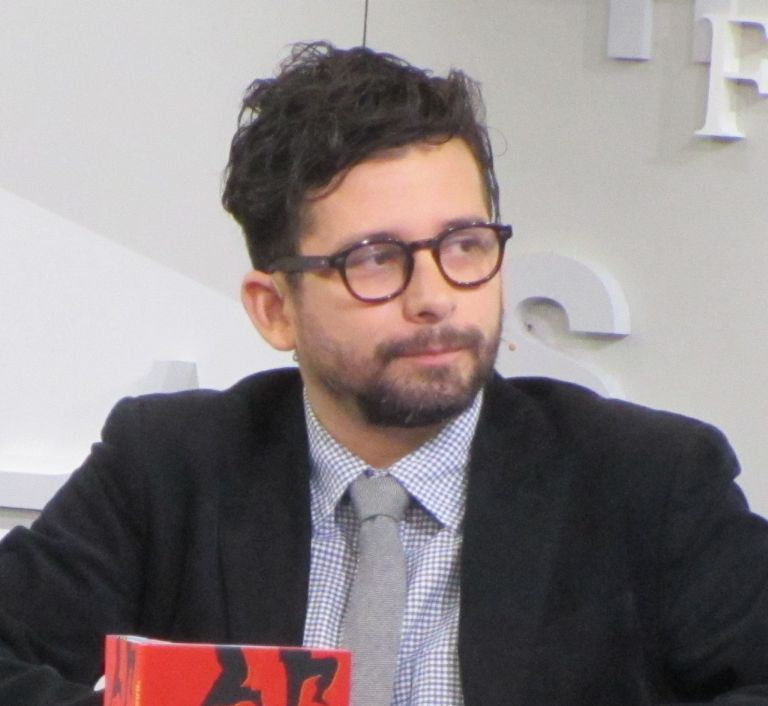
João Paulo Cuenca auf der Frankfurter Buchmesse 2013

Ein bekannter Vertreter der literatura marginal, die authentischen Sprechern aus der periféria eine Stimmer verleiht, ist der Autor, Rapper und Aktivist Ferréz (Reginaldo Ferreira da Silva, * 1975) der in der von Gangs beherrschten Favela Capão Redondo in São Paulo lebt. In dieser Subkultur entwickelt die Identitätssuche aggressive Formen. Der in der Rapper- und Hip-Hop-Szene angesiedelte autobiographische Roman Reservado (2019) von Alexandre Ribeiro verweist auf die jungen Opfer von Gewalt und Rassismus. Der auch als Übersetzer bekannte Daniel Galera gilt als einer der besten jüngeren Autoren; er behandelt Themen wie den Machismo, die Kommunikationsunfähigkeit der Männer (Flut, dt. 2013) und die Identitätsfindung und Perspektivlosigkeit jüngerer Menschen, verlegt die Handlung aber z. T. in eine dörfliche Vergangenheit. Auch Fred Di Giacomos Roman Desamparo (2019) befasst sich mit den historischen Opfern der portugiesischen Kolonisation der Region um São Paulo.
Bernardo Carvalho (* 1960) bewegt sich mit seinem mit dem Prêmio Machado de Assis und dem Prêmio Jabuti ausgezeichneten Kriminalroman Neun Nächte (dt. 2006) auf dem Grat zwischen Fiktion und Realität Amazoniens. Zeitweise war er Gastprofessor in Berlin („Berliner Tagebuch“, 2020). Der mehrfach prämierte Michel Laub (* 1973) schrieb in seinem Roman Tagebuch eines Sturzes (dt. 2013) über Erinnerung und Vergessen nach Auschwitz. Zwei Romane von João Paulo Cuenca (* 1978) wurden bisher ins Deutsche übersetzt. Cuenca war mehrfach auf Lesereise in Deutschland und weilte als Gastautor auch in anderen europäischen Ländern, Japan und den USA. Er hat zahlreiche Anthologien herausgegeben und Theaterstücke sowie Drehbücher verfasst. Unter vielen Pseudonymen verfasst Julio Emilio Braz Krimis, Comics- und Westerngeschichten sowie Dreh- und Jugendbücher wie das 2007 in die deutsche Sprache übersetzte Jugendbuch „Kinder im Dunkeln“ über die brasilianischen Straßenkinder.
Die 1973 in Chile geborene Carola Saavedra schreibt Romane und Kurzgeschichten über die Sinnsuche im Alltag, die über Brasilien hinaus Leser gefunden haben. Biographisch begründete transkulturelle Einflüsse wie bei Carola Saavedra finden sich auch bei Paloma Vidal (* 1975 in Argentinien) und bei Rafael Cardoso (* 1964), einem Urenkel des Bankiers und Kunstsmäzens Hugo Simon, der nach 1933 ins Exil ging. Cardoso lebt heute in Berlin. Adriana Lisboa (* 1970), die zeitweise in den USA lebt, ist fasziniert von der Diversität, die den Brasilianern außerhalb ihres vertrauten Kulturkreises begegnet. Valéria Piassa Polizzi (* 1971) schreibt in ihrer Autobiographie Depois daquela viagem (1997) über ihre Erfahrungen als HIV-Infizierte. Dieses Buch wurde in mehrere Sprachen übersetzt und in Brasilien 300.000 mal, in Mexiko 100.000 mal verkauft.
Die literatura gay findet immer mehr Resonanz. Santiago Nazarians Roman Feriado de mim mesmo (Ferien von mir selbst, 2005) ist ein Roman über den scheiternden Lebensentwurf eines jungen Mannes, der in Wahnsinn verfällt, weil er seine (zu Beginn des Buches nicht thematisierte) Homosexualität offenbar verdrängt. Natalia Borges Polesso (* 1981) behandelt in ihren Romanen Liebe und Freundschaft zwischen Frauen (Amora, 2015).
Auch andere Genres und Subgattungen wie der Abenteuerroman, der Frauenkrimi und eine spezielle „Fußballliteratur“ haben in der Prosa weite Verbreitung gefunden. Luís Fernando Veríssimo, ein populärer Meister der Crônica (kurzer, oft satirischer Alltagstexte), Zeitungs- und Kriminalautor, verkaufte bis 2006 fünf Millionen Bücher. Angesichts der Vielfalt der literarischen Formen hat der Roman als Flaggschiff der Literatur der Mittelschichten noch nicht völlig ausgedient, aber er unterliegt Hybrisierungstendenzen. So zeichnen sich im Innern des Romans oft Formen ab, die über die Gattung hinausweisen, z. B. bei Luiz Ruffatos Stadtprosa. Typisch für die aktuelle brasilianische Literatur ist jedoch der meist aktiv mitwirkende, auto- oder intradiegetische, ständig präsente oder als fiktiver Herausgeber fungierende Ich-Erzähler, begleitet oft von intertextuellen Experimenten.
Lyrik
Nach dem Verebben der neoavantgardistischen Bewegung der konkreten Poesie hat sich die Lyrik als ein eigentlich „stilles“, reflexives Medium heute weitgehend in Nischenbereiche zurückgezogen – oder sie bewegt sich grenzgängerisch in der Rap- oder Hip-Hop-Szene, wo sie Favela-Topoi benutzt und den bandido an die Stelle des Bourgeois setzt. Der interaktiven Cyberpoesie hat sich Eduardo Kac verschieben. Doch dominieren heute nicht allzu komplizierte, leicht zu entschlüsselnde Texte.
Theater
In den 1990er Jahren lebte die Theaterszene vor allem in São Paulo wieder auf. Ein bekannter Vertreter der Gegenkultur war der Dramatiker und Schriftsteller Antônio Bivar, der in London um 1970 von der Punkszene beeinflusst wurde. Eine wichtige Plattform für das Theater ist das Festival Palco Giratório („Drehbühne“) in Porto Alegre. Hinter dem internationalen Rang der Erzählkunst und Essayistik brasilianischer Autoren bleibt die Bedeutung des Theaters jedoch zurück; der Kinofilm und die Telenovelas sowie die Musik haben dessen Rolle weitgehend übernommen.

### Kulturkampf seit 2019
Unter der Präsidentschaft Jair Bolsonaros kam es seit 2019 zu Protesten zahlreicher Intellektueller gegen die restriktive Kulturpolitik, gegen Zensurversuche und die Homophobie der Evangelikalen. Zu Wortführern der Opposition wurden Musiker, Literaten und Künstler, die bereits in ihrer Jugend gegen das Militärregime gekämpft hatten wie Chico Buarque, und im Ausland lebende Brasilianer wie Rafael Cardoso. Die Abwertung der Kultur durch Herabstufung des Ministeriums zu einem Staatssekretariat, das zudem monatelang nicht besetzt wurde und dessen erster Inhaber rasch wieder in Ungnade fiel, zeigt die Verachtung der Regierung Bolsonaros für Künstler und Intellektuelle, die mit Anliegen der Linken identifiziert werden. Viele wichtige Institutionen wurden mit Konservativen besetzt, die fachlich nicht ausgewiesen waren.

## Afrobrasilianische Literatur

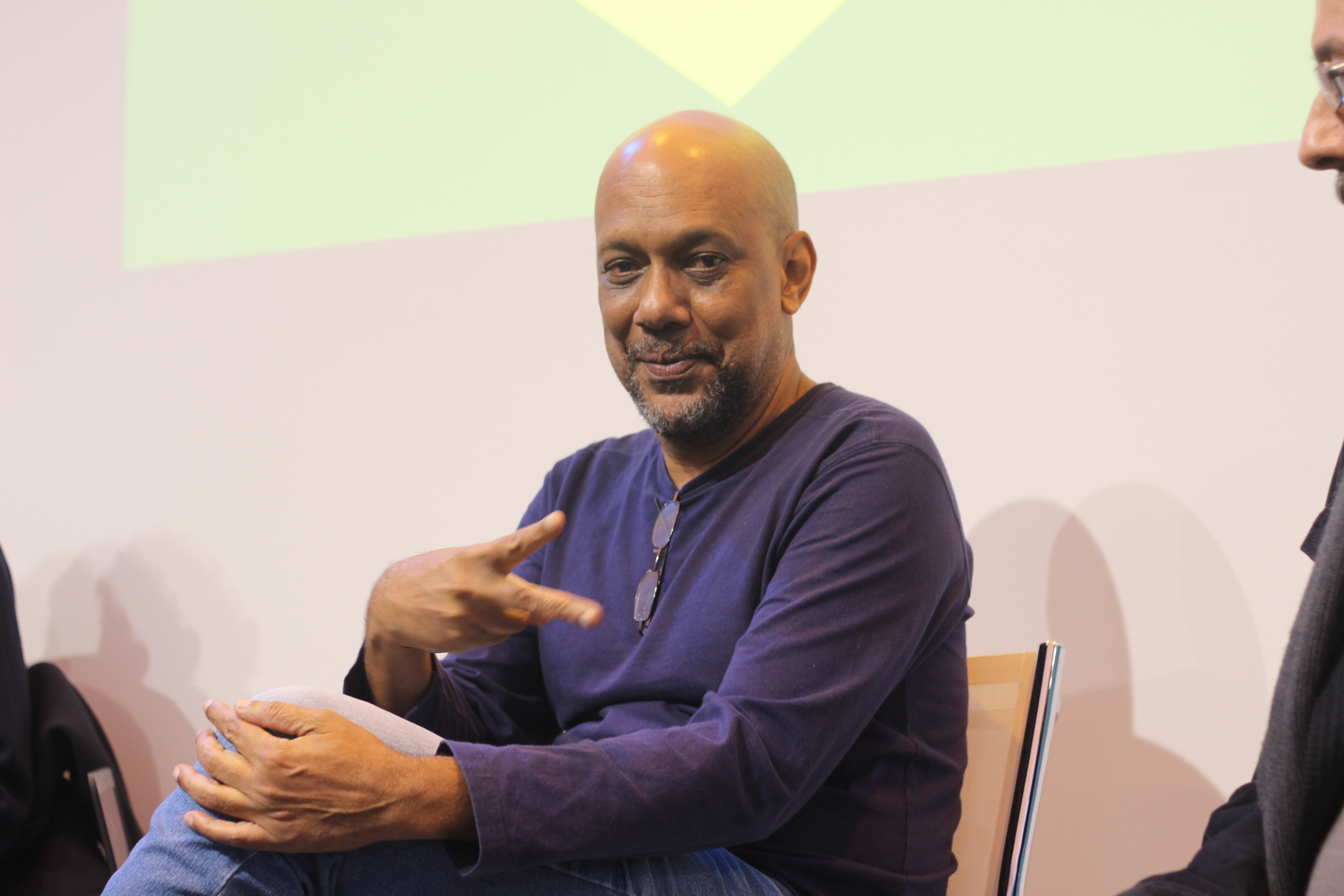
Paulo Lins auf dem Salon du livre Paris 2015

Neben den als Klassikern der brasilianischen Literatur eingestuften Mulatten wie Machado de Assis und anderen Autoren des 20. Jahrhunderts, erfolgte ab den 1960er-Jahren eine verstärkte Beschäftigung mit der Situation von Autoren afrikanischer Herkunft, den Afrobrasilianern. Dabei galt es nicht nur, die Eigenart dieser schriftstellerischen Leistungen zu bestimmen, sondern auch die Elemente eines eigenen schwarzen Bewusstseins herauszuarbeiten. So sind sehr viele Worte aus afrikanischen Sprachen in den Wortschatz Brasiliens geflossen. Auch Erinnerungen an andere kulturelle Elemente afrikanischen Ursprungs wie den Candomblé spiegeln sich in der Literatur. Seit Ende der 1990er Jahre kommen immer mehr Autoren aus den prekären periferias von São Paulo zu Wort, die sich in oral und vom Jargon geprägten Texten zu Themen wie Armut, Diskriminierung und Gewalt äußern. Bekannte Vertreter der afrobrasilianischen Literatur sind Geni Guimarães (* 1947), die in einer ländlichen von Afrobrasilianern bewohnten Region lebt (Balé das emoções), Lepê Correia (* 1952) aus Recife, Paulo Lins, der in Cidade de Deus (1997; dt. „Die Stadt Gottes“ 2006) dies Herabwirtschaftung einer Sozialsiedlung zu einer Favela schildert, und Cuti, der in seinem Werk Consciencia negra do Brasil (2002) die allgemein als Hauptwerke zur Herausbildung eines afrobrasilianischen Bewusstseins geltenden Werke vorstellte. Als Kritikerin sozialer Exklusion trat die feministische Autorin Marilene Felinto (* 1957) auf. Alberto Mussa (* 1961) knüpft an afroamerikanische, arabische, aber auch indigene Erzähltraditionen un Mythen an. In seiner Buchserie Compêndio Mítico do Rio de Janeiro von fünf Kriminalromanen (1999–2018), behandelt er die Geschichte des Verbrechens in Rio de Janeiro seit dem 17. Jahrhundert.
Die afrobrasilianische Literatur verfügt heute über eigene Zeitschriften wie Afrodiásora. In deutscher und portugiesischer Sprache liegt eine Einführung in die Poesia Negra der Gegenwart vor, die von Moema Parente Augel herausgegeben wurde. Augel hatte bereits früher einen ins Deutsche übersetzten Sammelband mit Prosa Negra ediert.

## Portunhol selvagem
Portunhol selvagem („wildes Portugiesisch“) ist die Bezeichnung für die vielen ungeregelten lokalen hybriden Sprachvarietäten, die sich aus der Mischung von brasilianischem Portugiesisch und Spanisch in den Grenzgebieten zu Uruguay, Paraguay (mit Einmischungen von Guaraní) oder Venezuela herausgebildet haben, also in meist armen Landstrichen, die teils mehrfach die Besitzer wechselten. Douglas Diegues (* 1966 in Rio de Janeiro) wuchs an der Grenze zu Paraguay auf und veröffentlicht Gedichte und Kurzerzählungen in dieser Sprache. Dá gusto andar desnudo por estas selvas: sonetos salvajes („Man wandert gern nackt durch diesen Dschungel: wilde Sonette“, 2002) gilt als erster Gedichtband in dieser anarchischen Sprache, die zunehmend von einer poetischen Bewegung genutzt wird, die geographische und kulturelle Grenzen überschreiten will.

## Indigene Literatur
Bereits 1957 gab Alberto da Costa e Silva eine Anthologie mit indianischen Mythen heraus. Doch machte sich die indigene brasilianische Literatur erst seit den 1970er-Jahren bemerkbar. Die indigene brasilianische Literatur umfasst sowohl die Poesie ihrer in die brasilianische Gesellschaft eingetretenen Vertreter als auch die Förderung der schriftlichen Fixierung bisher nur mündlicher Überlieferung, des Wissens „der Alten“, das an jüngere Generationen weitergegeben muss. Dies wird inzwischen institutionalisiert und erfolgt mit entsprechendem politischem und ökologischem Anspruch, so bei Kaká Werá.

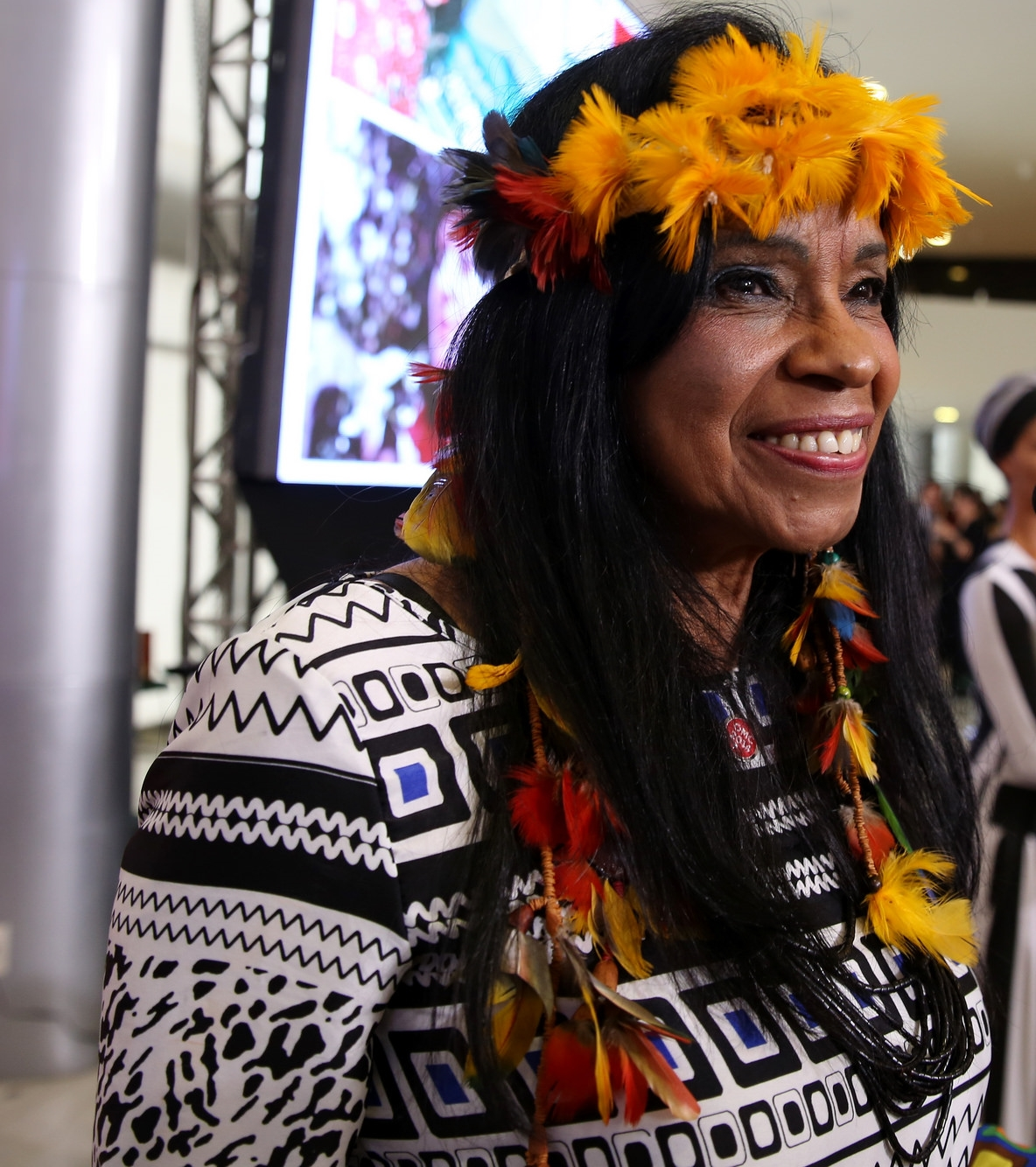
Eliane Potiguara (2014)

Ein wichtiger Vertreter ist Daniel Munduruku, ein Angehöriger der Munduruku, der über 50 Bücher, davon viele Kinder- und Jugendbücher verfasst hat. 2013 war er als einziger indigener Autor beim Gastlandauftritt Brasiliens auf der Buchmesse in Frankfurt anwesend. Literarisch tätig ist auch die indigene feministische Aktivistin Eliane Potiguara (* 1950).

## Literarisches Leben
Lesen ist in Brasilien ein Minderheitenphänomen. Pro Kopf wurden 2008 im statistischen Mittel gerade einmal 1,8 Bücher gelesen, Ratgeberliteratur eingeschlossen. Wenige große Verlage befinden sich in der Hand von Familienunternehmen.
Die bedeutendste Einrichtung für das literarische akademische Leben ist die Academia Brasileira de Letras (ABL). Regional existieren weitere Sprach- und Literaturakademie wie z. B. die Academia Catarinense de Letras. Die Prêmios Literários da Fundação Biblioteca Nacional werden in mehreren Kategorien verliehen. Der höchst renommierte Prêmio Machado de Assis, vergeben seit 1941 von der Academia Brasileira de Letras für das Lebenswerk eines brasilianischen Schriftstellers, ist dotiert mit R$ 100.000. Der wichtigste brasilianische Literaturpreis, der Prêmio Jabuti de Literatura, wird seit 1959 von der Brasilianischen Buchhandelskammer Câmara Brasileira do Livro (CBL) in inzwischen 21 Sparten vergeben. Mit dem Prêmio Juca Pato, vergeben seit 1963 von der Folha de São Paulo und vom Brasilianischen Schriftstellerverband União Brasileira de Escritores (UBE), wird das Buch ausgezeichnet, das die brasilianische Kultur am besten zum Ausdruck bringt; der Autor erhält zusätzlich den Ehrentitel Intelectual do Ano.
International bekannt ist das seit 2003 stattfindende bedeutendste brasilianische Literaturfestival Festa Literária Internacional de Paraty, an dem inzwischen auch deutsche Autoren wie z. B. Ingo Schulze teilnehmen. 2011 wurde dort heftig darüber diskutiert, wie sich die brasilianische Literatur z. B. durch Übersetzungsförderungsprogramme internationalisieren könne. Durch diese und andere Aktivitäten wie Stipendien und Kolloquien hat sich das literarische Umfeld in den letzten Jahren erheblich professionalisiert. So übersetzte Marcelo Backes (* 1973) mehr als 15 Autoren der deutschsprachigen Literatur in das Brasilianische, unter anderem Werke von Goethe, Heine, Nietzsche, Kafka, Schnitzler, Brecht, Günter Grass, Ingo Schulze und Juli Zeh, und verfasste A arte do combate (2003), eine Geschichte der deutschen Literatur.

## Verlagswesen und Buchhandel

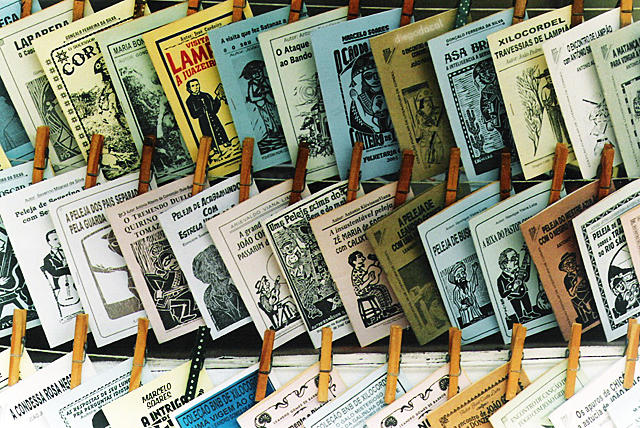
Literatura de Cordel

Der brasilianische Buchmarkt ist heute der neuntgrößte der Welt. Brasilien produziert 50 % aller Bücher Lateinamerikas. 2011 erschienen über 58.000 Titel. Etwa 20 Millionen Angehörige der neuen Mittelschichten haben seit ca. 2000 das Buch für sich entdeckt. Dennoch liest jeder Brasilianer im Durchschnitt nur vier Bücher im Jahr. Die Regierung fördert Übersetzer und ausländische Verlage bei der Übertragung und Herausgabe brasilianischer Literatur. Über das Programa Nacional do Livro Didático werden 2013 132 Millionen Bücher in 120.000 Schulen verteilt. Der brasilianische E-Book-Markt soll zu den größten der Welt gehören; Schätzungen gehen von 11.000 bis 25.000 einheimischen Titeln aus. Nach der Wirtschaf1tskrise 2014 wuchs die Verschuldung vieler auch großer Verlage und Buchhandlungen.
Jährlich finden in Brasilien rund 15 Buchmessen statt, von denen die größte wechselweise in Rio de Janeiro und São Paulo stattfindet (Bienal do Livro de Rio de Janeiro bzw. Bienal do Livro de São Paulo). Die Messe in Rio de Janeiro 2013 zog 750.000 Besucher an (zum Vergleich: Frankfurter Buchmesse 2012: 280.000). Jedes Kind bekommt mit der Eintrittskarte einen Gutschein für ein Buch. Darüber hinaus finden verschiedene Leseförderungs- und andere Schülerprogramme statt. Auch im Nordosten gibt es Buchmessen wie die Biennale von Pernambuco, die drittgrößte des Landes. Brasilien war im Jahr 2013 zum zweiten Mal nach 1994 Gastland der Frankfurter Buchmesse.
Etwa 500 Verlage sind auf dem brasilianischen Buchmarkt zu finden, wobei derzeit noch portugiesische und spanische Verlage dominieren. Zu den größten brasilianischen gehören Companhia das Letras, Martins Fontes, Sextante, Grupo Editorial Record, die ein Joint Venture mit dem kanadischen Harlequin Books betreibt, und Objetiva.
Eine Sonderform bilden die als Literatura de Cordel bezeichneten kleinformatigen Hefte, den folhetos, mit brasilianischer Volksliteratur: kleine strophische Geschichten und Nachrichten, die in Teilen des Landes oft das einzige verfügbare Massenmedium waren. Der Name dieser Literaturform leitet sich davon her, dass diese folhetos mit Klammern auf Schnüren zum Verkauf angeboten werden. Auch Comics spielen eine große Rolle, so die des Kurzgeschichtenautors Luis Fernando Veríssimo.
Das Internet wird als kostengünstiges Medium der Verbreitung von Literatur, insbesondere von kleinen Formen wie kreativen Blogs, Serienfeuillitons und -romanen, immer wichtiger. Auch indigene Literatur wird zunehmend über das Internet verbreitet.

### Bibliografien
- Klaus Küpper: Bibliographie der brasilianischen Literatur. Prosa, Lyrik, Essay und Drama in deutscher Übersetzung. Mit einem Vorwort von Berthold Zilly. Hrsg.: Archiv für Übersetzte Literatur aus Lateinamerika und der Karibik. Küpper, Köln, Ferrer de Mesquita, Frankfurt/M. 2012, ISBN 978-3-939455-09-7 (TFM). + 1 CD-ROM.[55]
- Rainer Domschke u. a. (Hrsg.): Deutschsprachige Brasilienliteratur. 1500–1900. Bibliografisches Verzeichnis. Editoria Oikos, São Leopoldo 2011, ISBN 978-85-7843-158-7.[55]

### Aufsatzsammlungen
- Wolfgang Eitel (Hrsg.): Lateinamerikanische Literatur der Gegenwart in Einzeldarstellungen (= Kröners Taschenausgabe. Band 462). Kröner, Stuttgart 1978, ISBN 3-520-46201-X.
- Mechtild Strausfeld (Hrsg.): Brasilianische Literatur. (=suhrkamp taschenbuch. 2024). Suhrkamp, Frankfurt am Main 1984, ISBN 3-518-38524-0.

### Anthologien
- Die Reiher. Brasilien in den Erzählungen seiner besten zeitgenössischen Autoren. Auswahl und Übersetzung: Curt Meyer-Clason. (= Geistige Begegnungen. Bd. XVIII.) Erdmann Verlag, Herrenalp 1967.
- Erhard Engler (Hrsg.): Erkundungen. 38 brasilianische Erzähler. Verlag Volk und Welt, Berlin 1988.
- Christiane Freudenstein (Hrsg.): Brasilien erzählt. Fischer Taschenbuch, Frankfurt 2013.
- Aluísio de Azevedo, Lima Barreto, Machado de Assis: Der blaue Affe: und andere brasilianische Erzählungen. Sonderzahl Verlag 2013.

### Lexika, Literaturgeschichte, Literaturkritik
Deutsch
- Susanne Klengel, Christiane Quandt, Peter W. Schulze, Georg Wink (Hrsg.): Novas Vozes. Zur brasilianischen Literatur im 21. Jahrhundert. Frankfurt a. M. 2013.
- Michael Rössner (Hrsg.): Lateinamerikanische Literaturgeschichte. 2. erw. Auflage. Stuttgart/Weimar 2002, S. 93 ff., 124 ff., 190 ff., 225 ff., 372 ff., 482 ff.
- Thomas Sträter: Die brasilianische Chronik (1936–1984). Untersuchungen zu moderner Kurzprosa. Edições UFC, Fortaleza 1992, ISBN 85-7282-001-9. (Kölner Schriften zur Literatur und Gesellschaft der portugiesischsprachigen Länder. 5).
- Dietrich Briesemeister (Hrsg.): Brasilianische Literatur der Zeit der Militärherrschaft (1964–1984). Vervuert, Frankfurt am Main 1992, ISBN 3-89354-547-6. (Bibliotheca Ibero-Americana. 47).
- Dietrich Briesemeister: Die Rezeption der brasilianischen Literatur in den deutschsprachigen Ländern, in: José Maria López de Abiada, Titus Heydenreich (Hrsg.): Iberoamérica: historia, sociedad, literatura: homenaje a Gustav Siebenmann. München 1983, S. 165–192; überarbeitete Fassung in: Miscelânea de estudos literários: homenagem a Afrânio Coutinho, Rio de Janeiro, S. 141–164, mit dem Titel A recepção da literatura brasileira nos países de língua alemã.
- Ulrich Fleischmann, Ellen Spielmann: Die brasilianische Literatur. In: Kritisches Lexikon zur fremdsprachigen Gegenwartsliteratur – KLfG. Edition text + kritik, München. Loseblattausgabe, ISBN 978-3-86916-162-4.
- Wolfgang Geisthövel: Brasilien. Eine literarische Reise. Horlemann, Berlin 2013, ISBN 978-3-89502-355-2.
- Brasilianische Literatur. In: Der Literatur-Brockhaus. Bd. 1. Mannheim 1988. S. 287–289.

Portugiesisch
- Palmira Morais Rocha de Almeida: Dicionário de autores no Brasil colonial. 2., revidierte und erweiterte Auflage. Colibri, Lisboa 2010, ISBN 978-989-689-045-2.
- Assis Brasil: História Crítica da Literatura Brasileira. 4 Bände. Companhia Editora Americana, Rio de Janeiro 1973.
- Antônio Cândido: Presença da Literatura Brasileira. Difusão Européia do Livro, São Paulo 1968.
- Afrânio Coutinho (Hrsg.): A Literatura no Brasil. 6 Bände. Ed. Sul Americana, Rio de Janeiro, 1956 ff.
- A Literatura Brasileira. 6 Bände. Ed. Cultrix, São Paulo 1964 ff. – Band 1: J. Aderaldo Castello: Período Colonial. Band 2: Antônio Soares Amora: O Romantismo. Band 3: João Pacheco: O Realismo. Band 4: Massaud Moisés: O Simbolismo. Band 5: Alfredo Bosi: O Pré-Modernismo. Band 6: Wilsons Martins: O Modernismo.
- Luiza Lobo: Guia de escritoras da literatura Brasileira. EdUERJ, 2006, ISBN 978-85-7511-099-7.
- José Veríssimo: História da literatura brasileira. De Bento Teixeira (1601) a Machado de Assis (1908). Livraria Francisco Alves, Rio de Janeiro; A Editora, Lisboa 1916.[56] (Zuletzt: Letras & Letras, São Paulo 1998, ISBN 85-85387-78-5). (dominiopublico.gov.br PDF; 1,37 MB).
- Nei Lopes: Dicionário literário afro-brasileiro. Pallas, Rio de Janeiro 2011, ISBN 978-85-347-0412-0.

Englisch
- Irwin Stern (Hrsg.): Dictionary of Brazilian literature. Greenwood Press, New York 1988, ISBN 0-313-24932-6.

### Verlagswesen
- Laurence Hallewell: O livro no Brasil: sua história. Editora da Universidade de São Paulo (EdUSP), São Paulo 2005.